# Amerigo Vespucci
Amerigo Vespucci (a.me.ɾ'i.ɡo ves.p'ut.t͡ʃi) (9 de març de 1454, Florència - 22 de febrer de 1512, Sevilla, Corona de Castella) va ser un navegant florentí que va treballar al servei del regne de Portugal i de la Corona de Castella. Va tenir càrrecs rellevants a la Casa de la Contractació d'Índies de Sevilla, de la qual fou nomenat pilot major el 1508; però la seva fama universal és deguda a dues obres publicades amb el seu nom entre 1503 i 1505: el Mundus Novus i la Carta a Soderini, que li atribueixen un paper protagonista en el descobriment d'Amèrica i la seva identificació com un continent nou. Per aquesta raó el cartògraf Martin Waldseemüller, en el seu mapa de 1507, va utilitzar el nom d'Amèrica en honor seu com a manera per designar el Nou Món. El relat sovint fantasiós i contradictori dels seus viatges l'han situat com una de les figures més controvertides de l'era de l'exploració.

## Biografia

### Florència

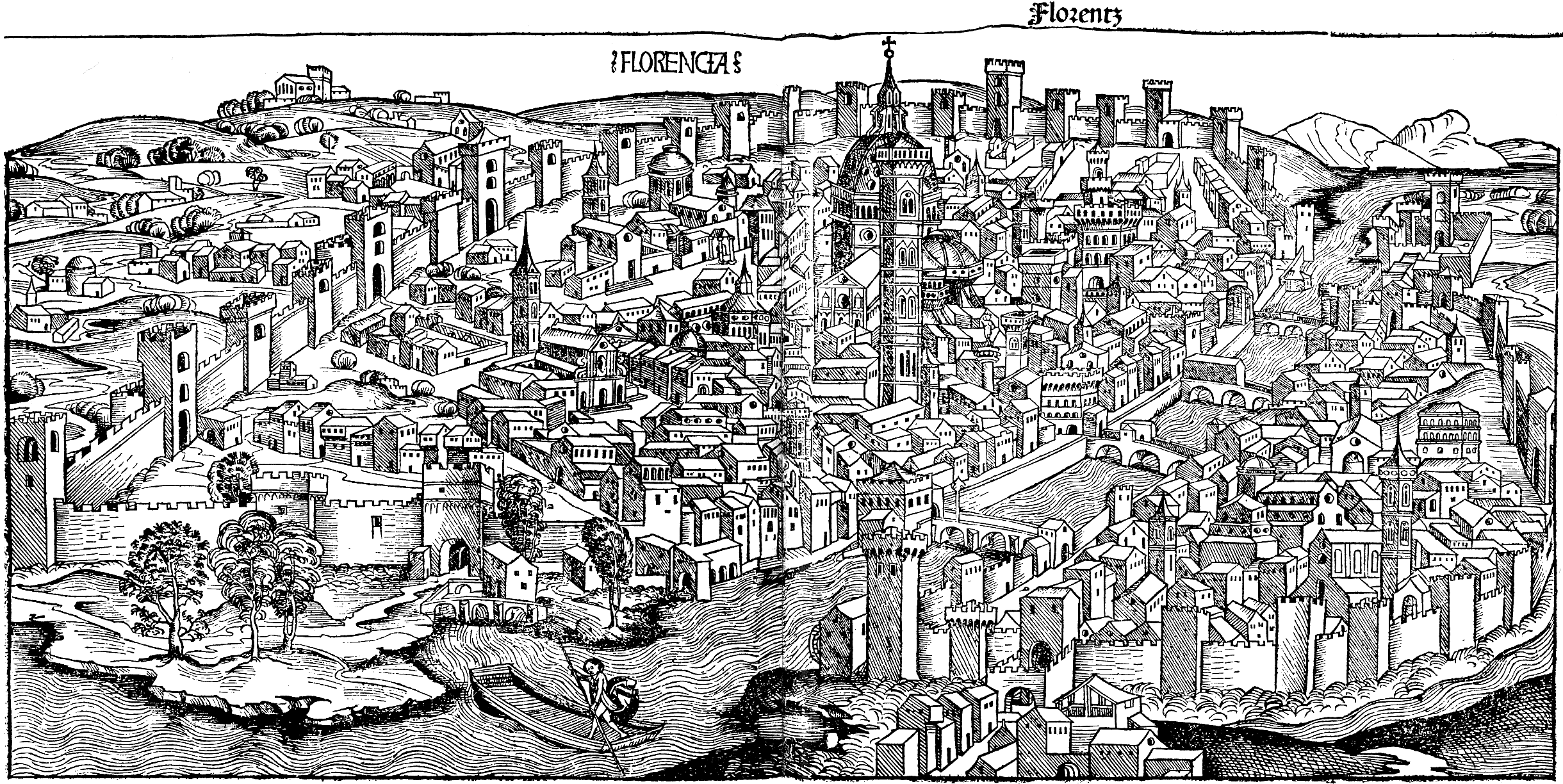
Gravat del casc de la ciutat de Florència circa 1490

Va ser el tercer fill de Nastagio Vespucci, un notari i comerciant benestant florentí, i de Lisa di Giovanni Mini. El seu oncle era un frare il·lustrat dominic, Giorgio Antonio Vespucci, propietari d'una de les principals biblioteques de la ciutat, que va tenir a càrrec seu l'educació del jove. Giorgio havia donat la seva col·lecció de llibres a la ciutat l'any 1450, i per la mateixa època havia obert una escola pels fills dels aristòcrates florentins al seu convent de Sant Marc. Allà va formar al jove en les ciències, especialment en els ensenyaments d'Aristòtil i Ptolemeu sobre astronomia, cosmografia i geografia; en la lectura dels clàssics i particularment en el domini de la llengua docta, el llatí (a la Biblioteca Ricardiana de Florència hi ha un petit còdex de la seva autoria, titulat Dettati da mettere in latino, escrit en aquesta llengua). Amerigo tenia una predilecció especial per Virgili, Dante i Petrarca. Els escrits del viatjant Marco Polo també van exercir una marcada influència en la curiositat i interès d'Amerigo pels nous horitzons.
La família Vespucci pertanyia al selecte cercle d'amistats dels Mèdici de Florència, i els seus membres formaven part en general d'una elit culta. Com a prova de la sòlida posició financera del clan, Nastagio va comissionar al famós pintor florentí Domenico Ghirlandaio un retrat de família que ocuparia una paret d'una església construïda per un altre membre dels Vespucci el 1483. En aquell moment Amerigo tenia 19 anys.

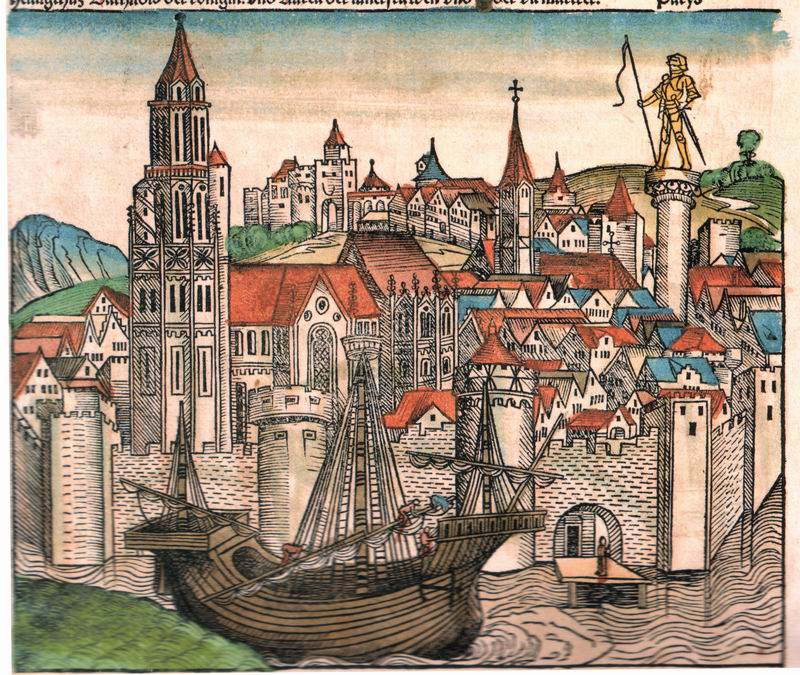
Dibuix de la ciutat de París cap a finals del.

El 1478 l'enèrgica reacció dels Mèdici a la Conspiració dels Pazzi va precipitar l'enfrontament de Florència amb el papa Sixt IV i va causar la guerra amb Nàpols. Atès el desordre regnant, Lorenzo il Magnifico va decidir enviar un ambaixador permanent a la cort de Lluís XI a París a fi d'establir aliances contra l'enemic comú. Va escollir per a això Guidantonio Vespucci, un altre dels oncles il·lustres d'Amerigo. Aquest, que llavors tenia 24 anys, va assistir al seu parent en rol de giovane (criat i secretari personal).
França es trobava immersa en diverses guerres i intrigues polítiques contra els seus rivals i enemics i l'activitat diplomàtica dels Vespucci va ser molt intensa. Allà va prosseguir els seus estudis avançats, va aprendre les subtileses de la negociació i va escriure molts reports a la Signoria sobre les seves activitats, que es troben preservats en l'Archivio di Stato de Florencia. Després de la firma de la pau amb Nàpols i la normalització de relacions amb el Papat, oncle i nebot van tornar a Florència el 1480.
La fortuna dels Vespucci estava en lenta decadència des de feia dècades i el seu pare veia a Amerigo com l'emprenedor que salvaria el destí de la família; volia que el jove es dediqués exclusivament als negocis del clan; finalment va aconseguir que desistís d'estudiar a la Universitat de Pisa i, gràcies a les gestions de Guidantonio, que es posés a les ordres de Llorenç de Pierfrancesco de Mèdici i el seu germà Giovanni a Florència. Va treballar per a ells durant els següents setze anys.
Tot i no haver-hi cap constància concreta, és gairebé segur que Amerigo va estar en contacte amb Paolo Toscanelli, gran erudit i geògraf de renom que fou director de la biblioteca del convent de Sant Marc (on Amerigo havia estudiat). Aquest va posar en la ment del jove la idea de navegar cap a l'occident a la recerca de noves terres.
El pare d'Amerigo va morir l'abril de 1483, època en què Florència començava a convulsionar-se per l'eloqüent denúncia moral del frare Girolamo Savonarola. D'acord amb el seu testament, el noi es va convertir llavors en el principal responsable de les finances familiars. Tenia experiència en aquest camp: se l'havia nomenat síndic dels béns confiscats als conspiradors Pazzi i estava per accedir al notariat de la Signoria. Els seus dos germans, Girolamo i Bernardo, no estaven en canvi a l'altura de la responsabilitat: eren de caràcter vagabund i bohemi, i havien trobat altres rumbs molt allunyats de la ciutat.
De l'estudi de la seva correspondència del període, es dedueix que Vespucci va ser pare d'una filla natural, encara que no es coneix el seu nom ni el de la mare. Per exemple, un dels seus amics li va escriure des d'Espanya:
| « | Digues-me com està la teva filla i la mare, i certa dona anomenada Francesca. A totes mil records. Voldria saber si la Lisandra està bé. No perquè la vulgui, sinó per saber si està viva o morta. Ella té una pobra idea de mi, i jo pitjor d'ella... Molts records a tots a casa de Lorenzo, i especialment al mestre Giacomo, el sabater. | » |

Durant aquests anys potser va poder contactar amb algunes de les influents amistats de Giorgio Antonio, entre elles l'humanista Johannes Reuchlin, i a través d'aquest, amb Martin Behaim, navegant i cartògraf avançat al seu temps.

### Sevilla

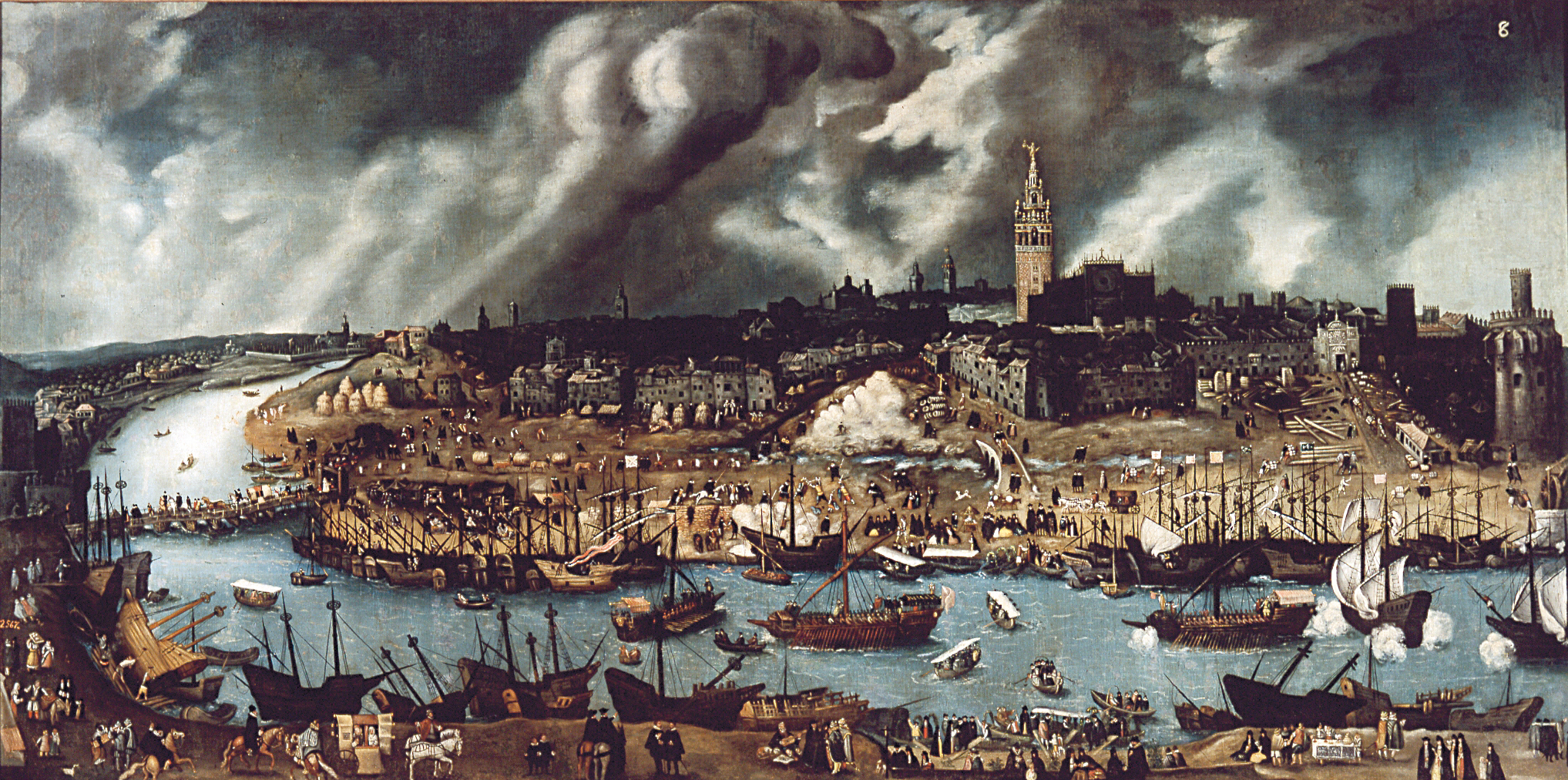
Dibuix de la Sevilla del.

Amb el temps es guanyà la confiança i admiració dels seus caps, els quals li van assignar una nova missió: a partir de 1489, Vespucci va exercir com a auditor i administrador a càrrec d'una agència bancària dels Médici a Sevilla, els comptes de la qual fins a l'arribada d'aquest havien estat gestionats de forma poc clara. la península Ibèrica era en aquesta època un pròsper centre mercantil i assegurava grans oportunitats de negocis. La incorporació a Castella del regne de Granada era imminent: ja havien caigut Màlaga i Còrdova; la presa de Granada no semblava llunyana. El tron estava sota el comandament de Ferran el Catòlic i la seva esposa, Isabel I de Castella. Seguint instruccions de Pierfrancesco va investigar els antecedents financers d'un altre florentí: Juanoto Berardi, proveïdor d'esclaus, amb qui va formar una societat comercial i s'hi va fer amic. La societat va durar fins a la mort d'aquest últim el desembre de 1495. El negoci estava relacionat amb l'armat i aprovisionament de vaixells, una activitat que havia crescut considerablement al llarg del segle xv, després que es localitzés a la Guinea l'anomenada "Mina d'Or". La flamant empresa dels italians va participar com a subcontractista en els preparatius de tots els viatges de Cristòfor Colom al Nou Món. Berardi, apoderat del genovès, va contribuir al finançament del primer d'ells i per la seva intermediació Vespucci i l'Almirall van entaular una perdurable amistat. Amb l'alça de les expedicions a l'Índia, l'empresa dels florentins es va veure beneficiada fins al punt en el qual va requerir una dedicació gairebé total de Vespucci i les tasques a les ordres de Pierfrancesco van haver de ser assignades a altres.
Després de la mort de Berardi, Vespucci es va convertir en el seu executor testamentari i va prendre les regnes dels negocis. Actuant com el seu marmessor va poder disposar dels béns necessaris per organitzar una expedició a l'Índia. En efecte, va guanyar molts diners que va utilitzar en part per mantenir diversos membres de la família, caiguts en desgràcia. En les seves tasques com a banquer i com a proveïdor de bagatges naviliers també havia acumulat gran quantitat de contactes de persones d'influència i havia complementat els seus coneixements teòrics de navegació amb coneixements pràctics. A mitjan 1496 Colom va tornar del seu segon viatge. En una reunió amb Vespucci, ambdós van conversar sobre els nous descobriments; Américo sembla haver estat escèptic sobre les afirmacions de l'Almirall, que sostenia haver assolit l'extrem oriental d'Àsia. L'entrevista va incrementar a Vespucci la curiositat per l'enigmàtic territori i va tenir llavors la determinació que, malgrat la seva edat (tenia ja 40 anys), emprendria un viatge a les terres per investigar-les per si mateix. Reunia en efecte moltes condicions per ser un marí reeixit: les connexions polítiques, la tradició familiar de comerciant i negociador, la inclinació per les matemàtiques, el coneixement geogràfic i astronòmic.
Va menar una o dues expedicions sota les ordres del rei Ferran. El seu segon viatge, entre 1499 i 1500, va poder ser un encàrrec de la Corona per verificar les afirmacions de Colom sobre els seus descobriments i està relativament ben documentat. El primer, entre 1497 i 1498-99, és molt més dubtós i les seves circumstàncies són altament qüestionables.

### Lisboa
Poc després de la seva tornada a port va rebre una invitació del rei Manuel I de Portugal per presentar-se en la seva cort: volia aprofitar l'experiència de Vespucci, considerant-lo un dels millors coneixedors de la costa del Nou Món, i contractar-lo com a pilot sota bandera lusitana. El florentí inicialment va rebutjar l'oferta, potser per pressió de les autoritats castellanes, però davant de la insistència del monarca va acabar acceptant i va sortir de Sevilla d'improvís.
D'aquest fet se n'ha formulat dues interpretacions: o es va tractar d'una mera aventura individual del navegant, o bé va ser una maniobra d'espionatge concertada amb la corona castellana per obtenir informació sobre els coneixements marítims portuguesos (una pràctica comuna en ambdós bàndols).

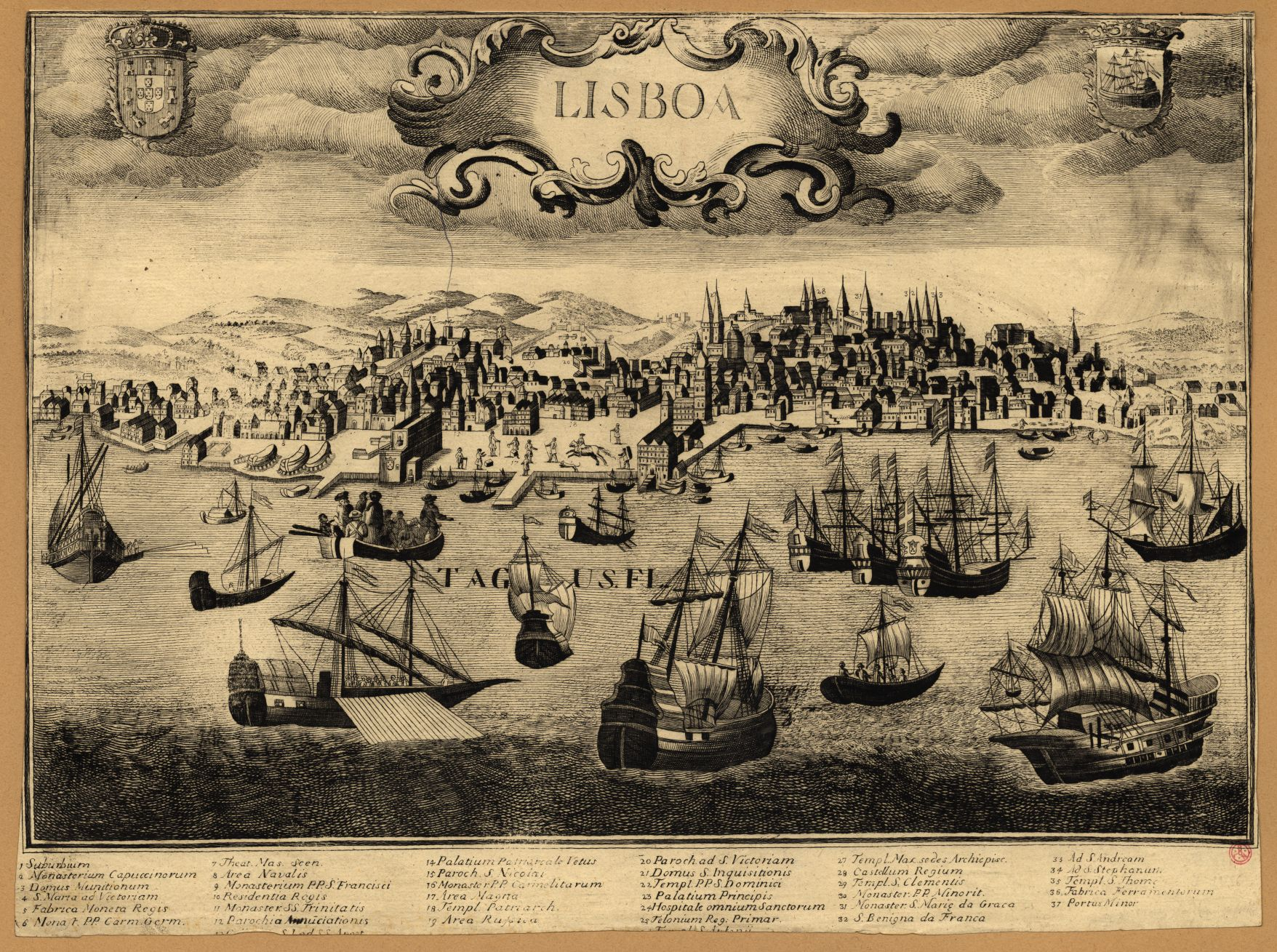
Gravat de la ciutat de Lisboa el.

En vista d'aquesta decisió, és un fet significatiu que el govern del rei Ferran li hagués ofert encapçalar una expedició composta per tres naus. No es coneixen els motius ni detalls del desenvolupament dels esdeveniments, però Vespucci va acabar declinant l'oferta de la corona, arribant a la conclusió que només tenia possibilitats d'èxit si navegava sota bandera portuguesa, potser perquè els vaixells lusitans eren més veloços, maniobrables, resistents i confiables que els castellans.
Fins a aquell moment, els Reis Catòlics estaven més interessats, com qualsevol monarca de l'època, en l'adquisició de noves terres que en la mera exploració per finals científics: alguns autors creuen que la consegüent negativa del rei a finançar el projecte d'Amerigo d'assolir l'oceà Índic, el golf del Ganges i l'illa de Taprobane (avui Sri Lanka) va ser determinant perquè el navegant decidís abandonar Castella. Sigui com fos, la decisió de Vespucci va ser presa públicament com una sort de deslleialtat cap al tron espanyol.
El rei lusità li va demanar que acompanyés l'expedició de tres naus que s'iniciaria a Lisboa. Seria conegut com el tercer viatge i es troba prou documentat com per ser considerat verídic per la majoria dels investigadors. El seu propòsit era avançar cap al Nou Món, però sense col·lidir amb allò descobert pels castellans i per l'acordat a Tordesillas. Al contrari, l'estol s'hauria de dirigir cap al sud-oest, fins on es trobés terra.
Diverses fonts consignen un dubtós quart viatge iniciat en 1503, probablement amb la intenció de crear els primers assentaments portuguesos estables en el nou continent.

### De nou a Sevilla

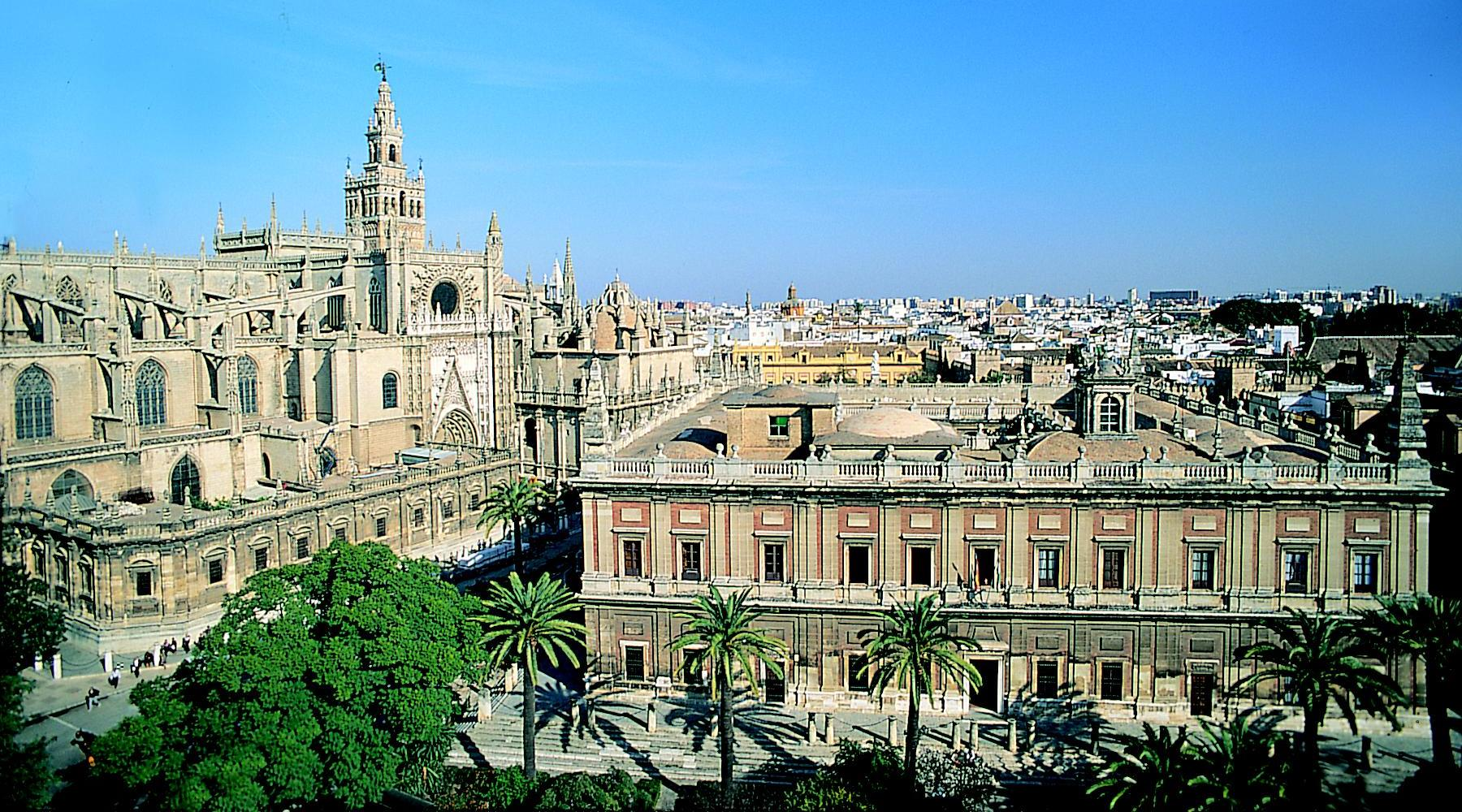
Edifici de l'Arxiu General d'Índies, on es preserven els documents de la Casa de Contractació de Sevilla.

Vespucci va romandre a Portugal fins a finals de 1504 i després va tornar a Sevilla, on residiria fins al final de la seva vida.
La situació interna a Castella era molt diferent de la que hi havia en la seva última estada: la reina Isabel havia mort i el seu espòs Ferran havia assumit la regència de la filla i hereva d'ambdós, Joana, anomenada després "la Boja". El monarca desitjava transformar el seu regne en una potència marítima seguint les polítiques que Enric el Navegant havia aplicat a Portugal més de setanta anys enrere, i Vespucci estava en els seus plans: una vegada que el florentí es va haver establert en "els regnes de Castella i de Lleó", el va naturalitzar castellà el 1505 a nom de la seva filla, per qui decidia:
| « | Dona Joana, per la gràcia de Déu (...) Per fer bé i a mercè de vos Amerigo Vezpuche, florentí, acatant la vostra fidelitat é alguns vostres bons serveis que m'heu fet, é espero em fareu d'aquí endavant, per la present vos faig natural destos els meus regnes de Castella i de Lleó, é perquè hi pugueu haver é hayéis cualesquier oficis públics Reals é consejales, que vos fossin donats é encomanats, é perquè pugueu gaudir é gaudiu de totes les bones honres é gràcies é mercès, franqueses é llibertats, exempcions, preeminències, prerrogatives i immunitats (...) | » |

El febrer de 1505, Cristòfor Colom havia enviat una carta al seu fill Diego en la qual no estalvia termes elogiosos envers el florentí, demostrant que, almenys fins a aquell moment, no havia existit cap conflicte entre ambdós exploradors.
Alguns historiadors li adjudiquen un nou viatge, el cinquè que hauria ocorregut el 1505. Aquest és pràcticament indocumentat i les seves circumstàncies són parcialment contradictòries amb altra informació tinguda per certa, pel qual és improbable que aquest viatge hagués tingut lloc.
Vespucci es va casar amb María Cerezo molt probablement aquell mateix any. No se sap gairebé res d'ella, encara que es creu que la relació entre ambdós es remunta al primer període sevillà del navegant.
El rei Ferran va preparar una reunió amb Vespucci i Vicente Yáñez Pinzón, en la qual es va estudiar una nova política marítima que tindria dues metes: l'afermament del poder castellà a la regió del Carib i el descobriment d'un pas meridional per arribar a Àsia. D'aquesta manera s'uniria la voluntat d'Amerigo a l'experiència de Pinzón per formar un ambiciós pla d'expansió ultramarina. Això va acabar de consolidar Vespucci com un dels més respectats navegants al servei de Castella. Va rebre de Ferran l'ordre de preparar, juntament amb Yáñez Pinzón, una expedició destinada a les illes de l'Especiería, a bord d'una flotilla les naus de la qual es construirien a Biscaia. L'estol que buscaria l'esmentat Pas del Sud estaria a càrrec dels dos navegants. Malgrat que tots els seus preparatius van ser portats a terme, aquest viatge mai no es va dur a terme, ja que l'interregne de Felip el Bell després de la Concòrdia de Villafáfila de 1506 va introduir una sèrie de demores i incerteses en el projecte que va acabar impossibilitant la seva concreció. El pla de Ferran hauria de prosseguir -almenys per un temps- centrat exclusivament en el desenvolupament del Carib.
El 1507 (o potser 1508) hauria fet el seu últim viatge, el sisè, tan poc documentat i dubtós com l'anterior.
El 26 de novembre de 1507 va ser convidat a participar com a cartògraf expert en la Junta de Burgos, junt amb Yáñez Pinzón, Juan de la Cosa i Juan Díaz de Solís. El febrer de 1508 es va celebrar la reunió presidida pel rei Ferran, que ja havia recuperat el govern de Castella després de la mort de Felip. Allà es va decidir reprendre els plans d'exploració del Nou Món, en especial els relacionats amb al Pas del Sud, que havien perdut força durant l'interregne de l'Habsburg. El rei va comissionar Yáñez Pinzón i Díaz de Solís per a la recerca d'aquest camí de l'Especieria. Vespucci desitjava organitzar una expedició pròpia l'abans possible, però en la reunió es va establir que jugaria un nou rol que el mantindria a terra ferma: el 22 de març el rei Ferran el va nomenar "Pilot Major de Castella", dependent de la Casa de Contractación recentment creada, així doncs va haver de fer a un costat els seus plans de viatge. Les seves funcions serien les d'ensenyar les habilitats de navegació (en especial el maneig del quadrant i de l'astrolabi), cosmografia i pilotatge a la nova escola naval de la ciutat; de seguir i qualificar el progrés dels aprenents; d'aplicar sancions per violació de les normes; d'inspeccionar instruments de navegació i investigar sobre els problemes relacionats amb l'activitat. A més tenia el seu càrrec la responsabilitat dels registres cartogràfics i hidrogràfics, sent una tasca central la confecció del Padró Real, el mapa on figurarien totes les troballes noves. Les disposicions de la Corona són clares sobre això:
| « | Manem als nostres oficials de la Casa de Contractació de Sevilla, que facin ajuntar tots els nostres pilots, els més hàbils que es trobessin a la terra aleshores, é en presència de vos la dita Amerigo Despuchi (sic), el nostre pilot major, s'ordeni é faci un padró de totes les terres é illes de l'Índia que fins avui s'han descobert pertanyents als nostres regnes é distincions, é sobre les raons i consulta dellos, é a l'acord de vos la dita nostra pilot major, es faci un padró general, el qual es cridi el padró Real, pel qual tots els pilots s'hagin de regir é gobernar. | » |

Essencialment, Vespucci tenia control de tots els viatges sota bandera castellana i per tant, del comerç marítim. Malgrat el sou de 75.000 morabatís anuals, aquestes tasques el van frustrar ràpidament. El rei, segurament amb l'acord de la seva comissió de consellers en temes navals (Juan de la Cosa, Vicente Yáñez Pinzón, Juan Díaz de Solís, i el mateix Vespucci) l'havia nomenat pilot gran precisament perquè introduís als pilots espanyols en l'ús de mètodes astronòmics, substituint les seves velles pràctiques d'estima, i perquè els examinés, assegurant-se de la seva competència, però ell trobava que els seus joves alumnes eren refractaris a aprendre les seves lliçons. De tota manera, la seva influència en el segle dels descobriments va ser decisiva: els millors pilots del país van passar per la seva escola, que va obrir el camí per a l'espectacular expansió espanyola d'ultramar del segle i mig següent; va inspirar també a molts expedicionaris amb les idees d'una hipotètica ruta a Àsia a través de l'extrem meridional de Sud-amèrica. Entre les seves innovacions destaca la seva ordre de construir a Biscaia vaixells amb el casc revestit de plom per atorgar-los major resistència en els traïdors esculls i bancs de sorra de les aigües del Carib.
Va ser també proveïdor de consells i opinions a l'arquebisbe, i després cardenal, Francisco Ximénez de Cisneros, sobre l'estratègia d'administració per la qual Castella s'hauria d'assegurar el domini efectiu de les seves noves dependències.
Ben posicionat econòmicament, Vespucci no incorria en luxes. Vivia en una casa al carrer Del Rei, llogada al seu veí del costat, el bisbe Juan Rodríguez de Fonseca. Tenia dos criats blancs i cinc esclaus: quatre dones i un baró. Una d'elles, anomenada Isabel, va donar a llum un nen i una nena en aquesta mateixa casa. Partint de certs indicis del testament de Vespucci, Varela Bueno no descarta que, com no era rar en l'època, fossin els propis fills del navegant.

### El nom del Nou Món

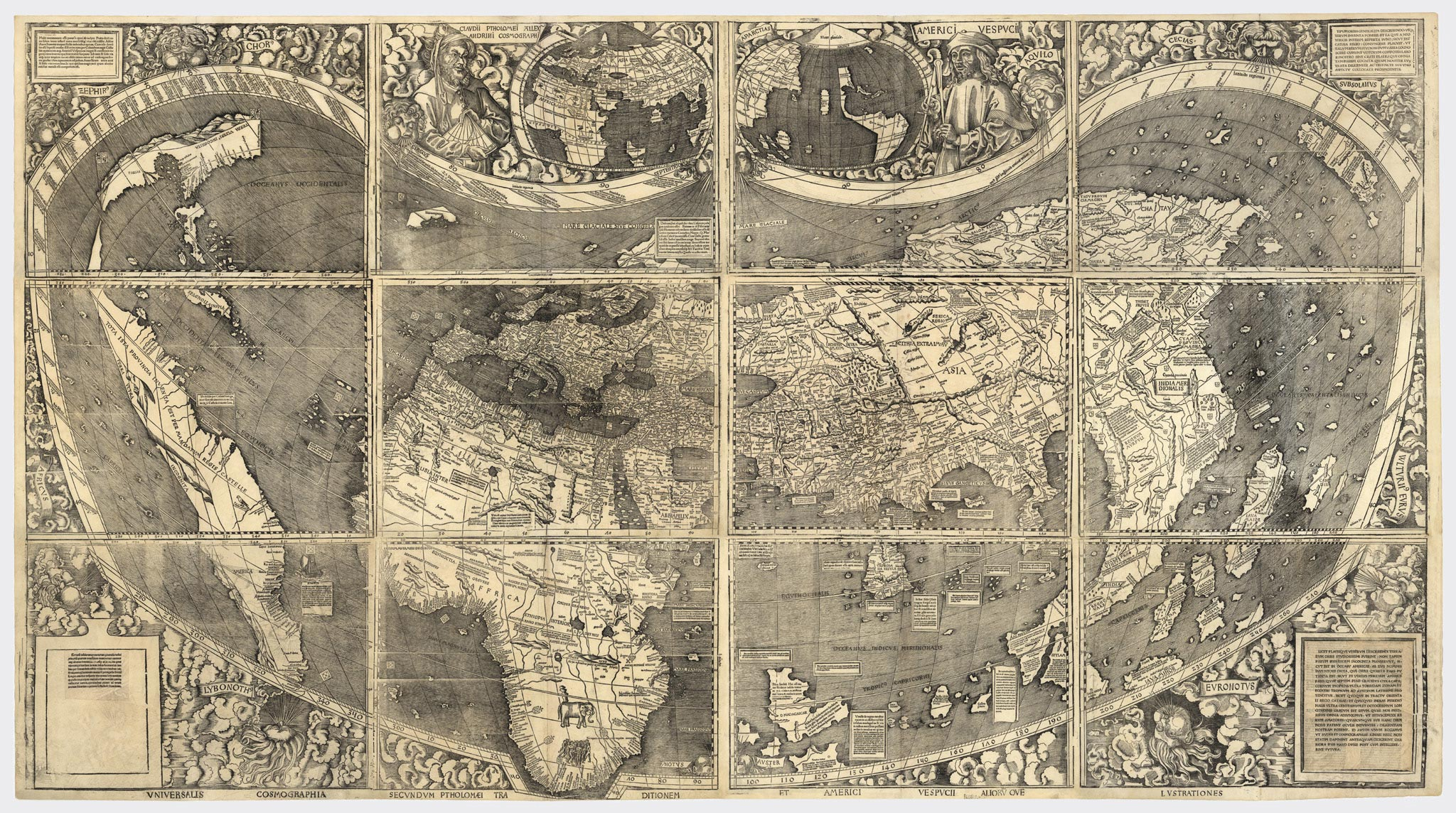
Atles mundial Cosmographiae Introductio, c. 1507. Primer registre del nom "Amèrica" per designar al continent.

Des que Vespucci va anunciar la troballa del nou continent, aquest havia rebut diversos noms, l'aplicació del qual i acceptació era generalment regional. Així, els castellans l'anomenaven "Índies" o "La gran Terra del Sud"; els portuguesos, "Vora Creu" o "Terra Santa Creu". Alguns cartògrafs empraven "Terra del Brasil" (que tanmateix al·ludia a una illa imaginària), "Terra de Lloros", "Nova Índia", o simplement "Nou Mon"
A la impremta de l'abadia de Saint-Dié-des-Vosges a Lorena, França, treballaven diversos editors que van quedar impressionats per la lectura de les publicacions que pretenien narrar les proeses vespucianas: havia arribat a les seves mans un exemplar traduït a l'alemany de la Lettera i un altre francès de Mundus Novus, dels tants que circulaven per Europa.
Van decidir donar a conèixer les noves notícies en forma d'un petit tractat dit Cosmographiae Introductio acompanyat per una traducció al llatí de la Lettera sota el títol "Quattuor Americi navigationes" ("Quatre Viatges d'Amérigo"), i publicar-los en forma de pamflet. El 25 d'abril de 1507 van sortir del taller les dues primeres edicions. Al capítol IX del text se suggeria que el nom del Nou Món hauria de ser "Amèrica" (femení per analogia a "Europa", "Àsia" i "L'Àfrica") en honor de qui l'havia reconegut com a tal: "ab Americo Inventore (...) quasi Americi terram sive Americam" ("D'Amérigo el descobridor (...) com si fos la terra d'Amérigo o América").

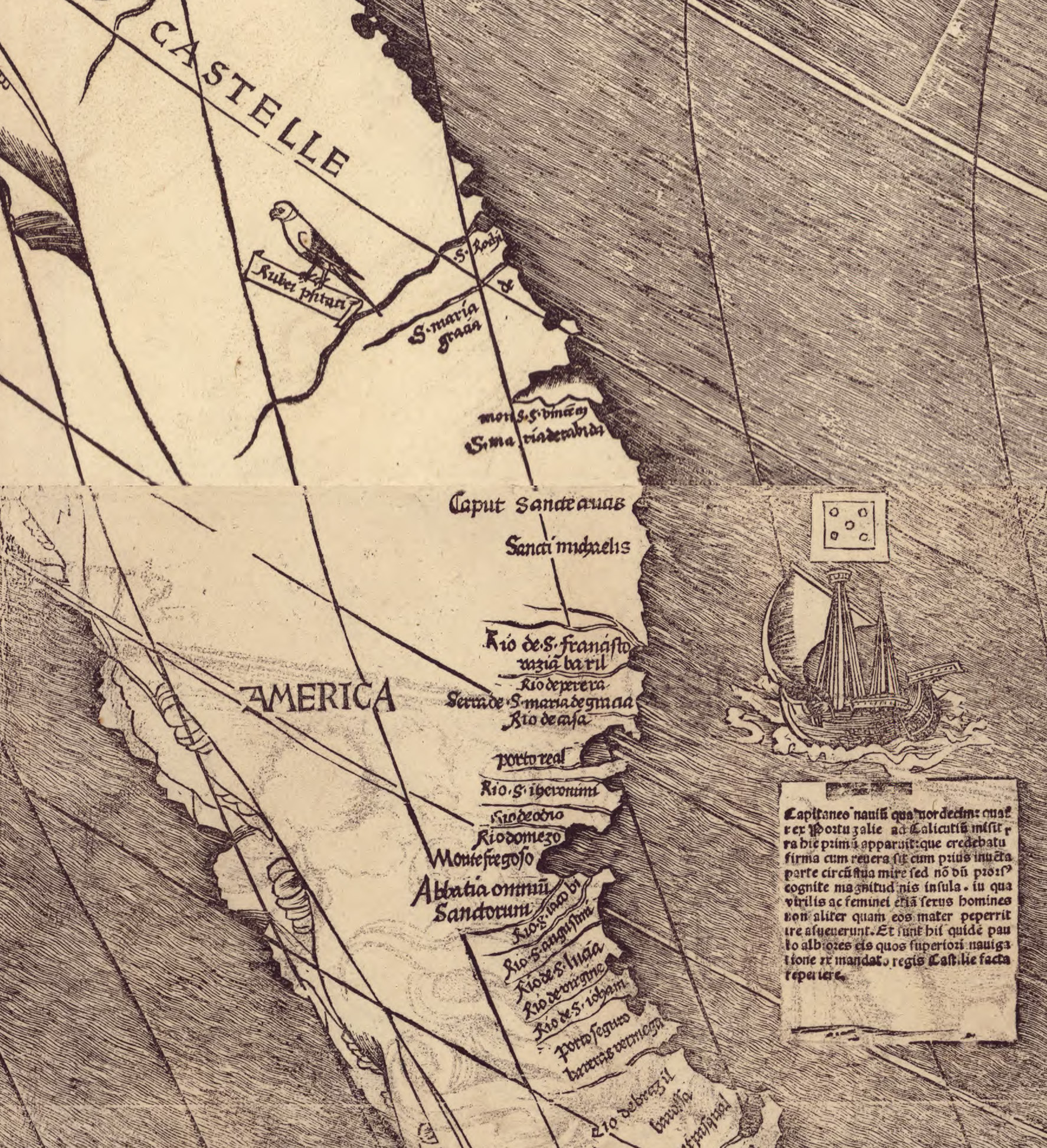
Detall de l'ús del nom al mapa de Waldseemüller.

Martin Waldseemüller, un destacat humanista alemany i professor de cartografia que exercia com a dibuixant i corrector de proves del grup, va inscriure el sonor nom en un petit planisferi que va incloure al pamflet. Allà apareix aplicat a Sud-amèrica (la primera de les tres amèriques en ser anomenada així). A la part superior del mapa, sobre el Vell Món, apareix un retrat de Ptolemeu; sobre el Nou Món, un de Vespucci. A més, Waldseemüller va confeccionar una versió per ser projectada en una esfera metàl·lica, que seria regalada al monarca de Lorena.
La veu té tal eufonia i guarda tanta consonància amb les paraules "Àsia" i "L'Àfrica" que immediatament es va establir a les llengües nord-europees. Tanmateix va trigar a ser adoptat a la península Ibèrica i les seves colònies, on el nom majoritàriament usat va continuar sent per bastant de temps el de "Índies occidentals".
Es van fer milers de còpies de la Cosmographiae Introductio, però els originals es van perdre i van romandre així durant tres segles i mig. Cap a 1890, mentre preparava a París el seu Géographie du Nouveau Continent, Humboldt va poder trobar el parador del pamflet. El mapamundi va ser trobat poc després, el 1900, quan el va descobrir el professor Joseph Fischer dins d'un llibre oblidat al castell de Wolfegg. Els cascs usats per fer l'esfera havien estat recuperats el 1871.

### Mort
El 9 d'abril de 1511 Amerigo Vespucci va dictar testament al seu notari: llegava la majoria dels seus béns a la seva dona i demanava que enterressin el seu cos a l'església de San Miguel de Sevilla o, de no ser possible allà, en la de San Francisco. Ordenava una missa de rèquiem i trenta-tres misses al Sant Amador, i erogava dos mil morabatins perquè es pregués per la seva ànima:
| « | E comandament a la Santíssima Trinidad i a Santa María de la Merced i a l'altres deixes acostumades a cada una mig ducat d'or. E a la casa de malalts del Señor Sant Lázaro mig ducat d'or. E a l'Església Major, per guanyar els perdonis que en ella són atorgats, un ral de plata, el qual comandament en tantes vezes quantas es guanyen dits perdonis. E a la capella de Sant Clemente, do està el sagrari de l'Església dita, per reverència dels Sants sagraments un ral de plata. E a la cera que s'acompanya el Corpus Christi un altre ral de plata. I que en els nou dias o l'any següent de my enterrament, em diguin totes les misses i sacrificis i facin per my ánima totes les almoines que la senyora Mari Cerezo, la meva dona, volgués. | » |

Va cedir a la seva esposa la seva part en la propietat dels esclaus, però vistosament va exhortar que a Isabel i als seus dos fills se'ls concedís la llibertat quan aquella morís:
| « | (...) que elles quedin lliures i tretes de servei de la l'esmentada meitat que de cadascuna a mi em pertany, i pels bons serveis que m'han fet a mi i a la dita muller meva; encarrego la consciència de la dita muller meva, que miri en això el que li sembli que sigui millor per a la meva ánima i la seva. Quant a l'estalvi de l'altra meitat de cadascuna d'elles que a ella li pertany. | » |

Aquests i altres detalls van veure la llum quan la investigadora Consuelo Varela Bueno va descobrir la peça testamentària a l'arxiu de Sevilla.

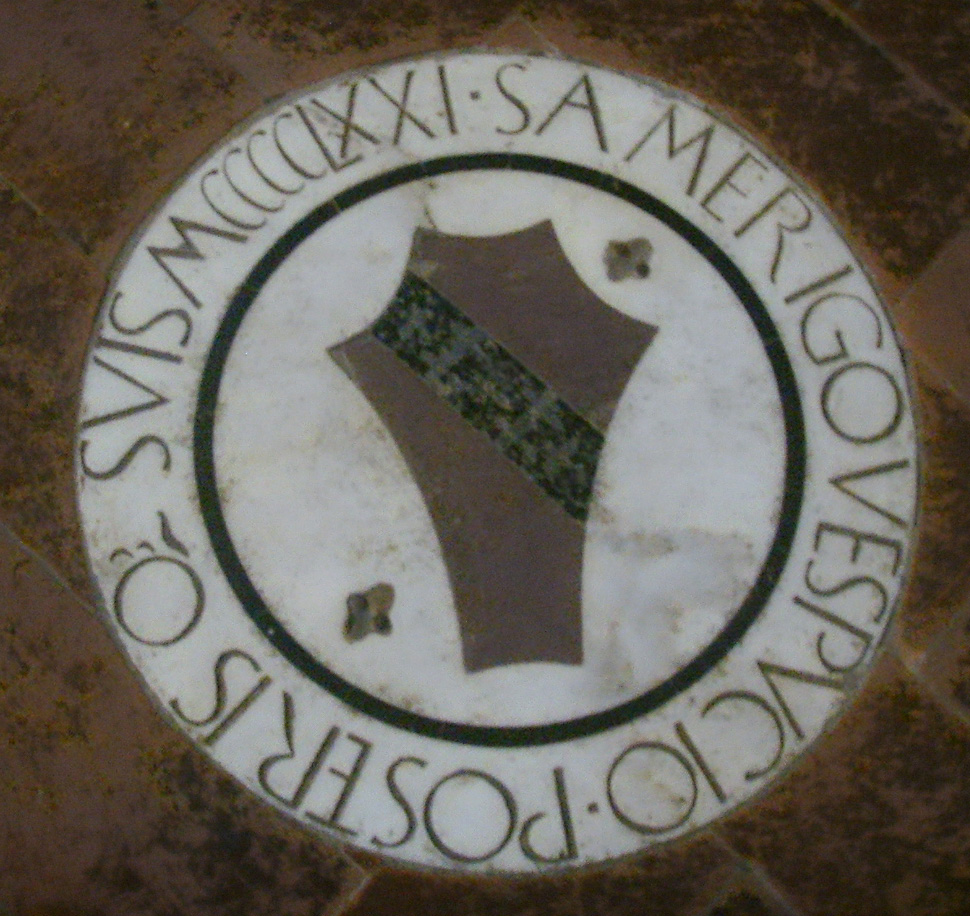
Làpida sobre la tomba d'Amerigo Vespuccio a l'església d'Ognissanti, Florència.

Vespucci va morir a Sevilla el 22 de febrer de 1512. La seva esposa va rebre una pensió de la Corona mitjançant decret reial del 28 de març de 1512, a compte dels serveis donats pel seu espòs com a pilot major. A la mort de María, un decret del 26 de desembre de 1524 va atorgar la resta de la pensió a la seva germana Catalina Cerezo, la qual cosa prova que no va deixar fills hereus. El nebot d'Amerigo, Giovanni (fill del seu germà Antonio), es va fer càrrec dels papers, cartes i diaris del seu oncle. Fou nomenat el seu successor com a pilot major, compartint el lloc amb Juan Díaz de Solís.
Els seus assoliments com a navegant van ser nombrosos: va participar en la cinquena expedició europea que va desembarcar en les costes del Brasil, va ser entre els pioners en vorejar els actuals Uruguai i l'Argentina, i en el segon viatge va aconseguir albirar i cartografiar l'actual Veneçuela. S'ha de destacar que el nom de Veneçuela històricament s'ha atribuït al cartògraf italià Amérigo Vespucci acompanyat d'Alonso de Ojeda, en una expedició naval d'exploració el 1499 per la costa nord-occidental del país, avui conegut com a Golf de Veneçuela. En aquella travessia, la tripulació va observar els habitatges aborígens erigits sobre puntals de fusta que sobresortien de l'aigua construïts pels indígenes añú. Els esmentats habitatges, que portaven el nom de palafits, van recordar a Vespucci la ciutat de Venècia a Itàlia ("Venezia", en italià), el que li va inspirar a donar el nom de Venezziola o Veneçuela (Petita Venècia) a la regió.
Va explorar tres dels rius més grans del planeta: l'Amazones, de nou descobert pel navegant de Vicente Yáñez Pinzón, que el va batejar Santa María de la Mar Dulce; l'Esequibo i el Riu de la Plata. Va explorar uns 10.000 km de costes. Va ser un dels primers a descriure l'existència del corrent del golf, descobert pel navegant i cartògraf Antón de Alaminos. Va aprendre i va desenvolupar mètodes per determinar amb precisió la longitud possessional mitjançant l'estudi dels cicles lunars i les conjuncions planetàries. Va comprendre aviat, com altres navegants i cartògrafs de la seva època, que les noves terres descobertes per Colom no pertanyien a Àsia sinó que eren un continent a part. Però, precisament ell, era amic dels impressors i, probablement, també qui els va pagar per imprimir un mapa on al nou continent trobat se'l denominés Amèrica.
El primer monument americà en la seva memòria va ser erigit el 1987 a la ciutat de Bogotà.
Existeix gran controvèrsia sobre l'evidència documental dels viatges de Vespucci. Segons l'autor que es consulti, el nombre de viatges exploratoris fets pel navegant va des de dos fins a sis.
Dels texts atribuïts a Vespucci, han arribat als nostres dies només sis cartes que narren els seus viatges; d'elles, quatre (o potser cinc) van ser dirigides al seu protector, Lorenzo di Pier Francesco de Médici. En ordre cronològic:
- La primera, remesa a Pierfrancesco des del port de Sevilla el 18 de juliol de 1500, que relata els preparatius i les primeres impressions del segon viatge. Està escrita i firmada de puny i lletra per Vespucci; va ser publicada per l'abat florentí Angelo María Bandini en el seu Vita e lettere di Amerigo Vespucci gentiluomo fiorentino de 1745.[49][50]
- La segona, també destinada a Pierfrancesco des de Cap Verd el 4 de juny de 1501, que narra el tercer viatge; va ser trobada i va publicada per Giovanni Battista Baldelli Boni el 1827.
- La tercera, enviada des de Lisboa en tornar del seu tercer viatge, l'any 1502. Se la coneix com la "Carta de Lisboa" i afirma en ella haver arribat als antípodes (en sentit estricte, una clara exageració); va ser descoberta a la Col·lecció Strozzi i va publicada per Francesco Bartolozzi el 1789. També estava destinada a Pierfrancesco.
- La cinquena, trucada "Fragmentaria"; està escrita en italià i es redueix a sol uns quants trossos sense encapçalament ni datació. Segons els estudiosos, probablement és de 1502, encara que no hi ha acord; va ser descoberta pel professor Roberto Ridolfi en l'Arxiu Conti i publicada el 1937. No es coneix el destinatari, però pel to es creu que no estava dirigida a Lorenzo di Pierfrancesco, sinó a algú de major confiança, possiblement l'erudit i geògraf Zenobio Acciaiuoli o potser l'oncle Giorgio Antonio. Està escrita en forma de defensa contra qui objecten la versemblança dels seus aseveraciones.[51]

La principal controvèrsia se centra en les dues cartes restants, dites "públiques": la quarta, "Mundus Novus", publicada a París el 1504, en llatí; i la sisena, Lettera di Amerigo Vespucci delle isole nuovamente trovate in quatro suoi viaggi ("Carta d'Américo Vespucci sobre les illes recentment descobertes en els seus quatre viatges"), comunament abreujada Lettera, publicada en italià circa 1505 a Florència.
Subsisteixen, a més, multitud de còpies, edicions i traduccions d'aquest correu privat, generalment plenes d'errors de transcripció i de tipografia. D'altra banda és segur que existiren moltes altres cartes de Vespucci a la Signorias de Florència i Venècia, que estaven summament interessades en els seus descobriments. Si aquests papers han arribat als nostres dies, gairebé amb certesa es troben a les vastes col·leccions de l'arxiu d'Estat florentí. És també molt probable que el Nunci Papal hagi recopilat informació sobre les activitats d'espanyols i portuguesos al Nou Món, i que tals reports es conservin en algun recòndit lloc dels arxius vaticans.
També es conserva molta correspondència de la joventut d'Amerigo, que va ser trobada i presentada a la ciència per Ida Masetti Bencin i Mary Howard Smith de nou el 1902. Es tracta de 71 cartes que mai no van ser compilades en un llibre i que amb prou feines van veure circulació impresa. Existeix també un llibre d'exercicis del navegant que mai no va ser publicat. Aquests documents donen llum sobre la vida del personatge, però manquen de valor per aclarir l'enigma dels seus viatges.
Finalment existeixen dos texts de tercers, anomenats "venecians", que relaten un cinquè i sisè viatge del navegant; aquests documents són gairebé unànimament considerats apòcrifs i els viatges que relaten, mai no realitzats:
- Carta de Girolamo Vianello a la Signoria de Venècia, amb data Burgos del 23 de desembre de 1506, que relata el cinquè viatge, trobada per Leopoldo Ranke al Diari de Sanuto, a la Biblioteca Marciana de Venècia i publicada per primera vegada per Alexander von Humboldt el 1839.[53]
- Carta de Francesco Corner a la Signoria de Venècia, datada el 19 de juny de 1508, amb què relata el sisè viatge, publicada per primera vegada per Henry Harrisse el 1892.

### Concepció clàssica
El baró Humboldt va ser el primer que va aplicar el mètode científic a l'estudi dels viatges d'Amerigo, en el segon volum del seu Examen de l'histoire de la Géographie du Nouveau Continent aux XV et XVI siècles. Van seguir-lo múltiples treballs d'investigació, com els d'Armand Pascal d'Avézac (1858), Francisco Adolpho de Varnhagen (1858 a 1872), Henry Harrise (1892), John Fiske (1892), Henry Vignaud (1916), etc. El metòdic erudit Gustavo Uzielli va arribar a reunir 280 obres sobre Vespucci el 1892 i tot i així la seva col·lecció distava de ser completa.
En general, la visió clàssica tendeix a negar al florentí la major part dels seus assoliments i, en vista de les contradiccions de Mundus Novus amb la Lettera i d'aquestes amb la resta de la correspondència, minimitza el valor documental dels seus escrits, reduint-los a simples fabulacions oportunistes fetes per tal de guanyar notorietat i títols. Segons bona part dels historiògrafs contemporanis, aquesta actitud és el resultat d'estudis paleogràfics erronis de Varnhagen -qui paradoxalment va ser un defensor de la figura de Vespucci- que van ser punt de partida per als treballs erudits d'Harrisse, Fiske i Vignaud.

Fra Bartolomé de las Casas, gran defensor de la figura de Colom, que ignorava els detalls al voltant de les publicacions de la Lettera, va ser la primera figura notòria en acusar el florentí de "mentider" i "lladre", denunciant que havia robat la glòria que, segons ell, li pertanyia per dret a l'Almirall:
| « | (...) [al] pretendre tàcitament aplicar al seu viatge i a si mateix el descobriment de la terra ferma, usurpant a l'almirall Cristòfor Colom el que tan justament se li devia. | » |

Així mateix en la seva diatriba afirmava que:
| « | El nou continent hauria d'haver estat anomenat Columba, i no com és injustament anomenat, Amèrica. | » |

En la seva monumental Historia general de Indias, De las Casas apallissa el nom de Vespucci i nega els seus assoliments, en vista del que considera:
| « | (...) un llargament premeditat pla de Vespucci per aconseguir que el món el reconegués com a descobridor de la major part de les Indias. | » |

Un altre exemple de la seva vehement invectiva:
| « | Em meravello jo  de Don Hernando Colón, fill del mateix almirall, que sent persona de molt bon enginy i prudència i tenint en el seu poder les mateixes navegaciones d'Amérigo, com ho sé jo, no va advertir aquest furt i usurpació que Amerigo Vespucci va fer al seu pare. | » |

Fra de Espinosa, en una obra de 1623, resumeix el pensament de l'època sobre el navegant:
| « | (...) com diu el doctíssim SR. Juan de Solórzano, Oidor meritísimo del Consell d'Índia, de Indiarum iure, fol. 38 i 39, lib. 1, ca. 4, per tot ell, refereix haver de dir-se Colònia de Colom, i no Amèrica. I no sé jo amb quin fonament es l'hagi usurpat Amérigo Vespucci, pobre mariner, que ni va passar a aquelles parts dels primers, ni va fer cosa notable perquè el seu nom quedés eternitzat amb la glòria de semblant descobriment, car ell no va ser qui el va fer. | » |

L'eminent historiador escocès del segle xviii, William Robertson en la seva Historia de América titlla a Vespucci d'"un feliç impostor".

En el seu Corografia Brazilica de 1817 el geògraf portuguès Manuel Ayres de Cazal afirma:
| « | (...) sembla increïble que el rei Don Manuel manés buscar fora del regne un navegant per anar en un estol de naus seu a un país on ja havien anat i tornat navilis seus governats per pilots dels seus regnes. (...) (...) [Vespucci] va deixar a la posteritat tres relacions en dues cartes i un sumari, que de manera substancial no passen d'altres tantes meres invencions encaminades a exaltar el seu propi nom i a ser reconegut pels seus compatriotes per descobridor de l'hemisferi occidental. | » |

L'historiador espanyol Martín Fernández de Navarrete cap a 1830 escriu en una carta a un col·lega seu:
| « | Si hi ha notícies [de Vespucci] des de 1496 a 1505 especialment, convindria molt, per seguir-li el rastre i saber si, en efecte, va estar en els dos viatges amb Alonso Hojeda, perquè certament ell no els va fer amb comandament propi i ordre del rei, com ho suposa i fingeix en les seves relacions llatines (sic), que va divulgar per tot arreu per usurpar a Colom la glòria del descobriment del continent que, per la seva astúcia, va aconseguir donar-li el seu nom, el nom de América. | » |

El matemàtic, astrònom i periodista Duarte Leite a la seva obra Descobridores do Brasil manifesta una opinió particularment despectiva:
| « | Aquest personatge fatu no passa de ser un novel·lista mentider, navegant com n'hi havia a munts, cosmògraf que repetia idees d'altres, fals descobridor que es va apropiar de glòries alienes. Malgrat això, va aconseguir impressionar generacions d'homes cultes que es van revelar tractant d'interpretar fantasies i donar sentit als seus disbarats. | » |

Als Estats Units la mala reputació de Vespucci va persistir durant el segle xix. Al pinacle de l'infundi, el poeta Ralph Waldo Emerson va escriure el 1856:
| « | Estrany...que tot Amèrica hagi de portar el nom d'un lladre. Amerigo Vespucci, el venedor d'adobats de Sevilla, qui va salpar el 1499 com a subaltern d'Hojeda i el major rang naval del qual va ser el de segon contramestre en una expedició que mai no va navegar, se les va arreglar al seu món de mentides per suplantar Colom i batejar la meitat de la Terra amb el seu nom deshonest. | » |

A Anglaterra, Sir Clements Markham, editor de les cartes de Vespucci en anglès, va escriure el 1894 un categòric judici:
| « | L'evidència en contra de Vespucci és abundant i bastant concloent. El seu primer viatge és una fabulació. No pot ser absolt de la intenció d'apropiar-se per a si de la glòria d'haver descobert el continent. L'imparcial i honest [Bartolomé de] les Cases, després de sospesar acuradament l'evidència, el va trobar culpable. Aquest veredicte ha estat i continuarà sent confirmat per la posteritat. | » |

Les falsedats entorn de la seva figura persisteixen fins als nostres dies: en la Compton's Encyclopaediaa de 1985, publicada per una divisió de l'Enciclopèdia Britànica sota assessorament de la Universitat de Chicago, Vespucci és descrit com "an unimportant Florentine merchant" ("un mercader florentí de poca importància").

### Concepció moderna

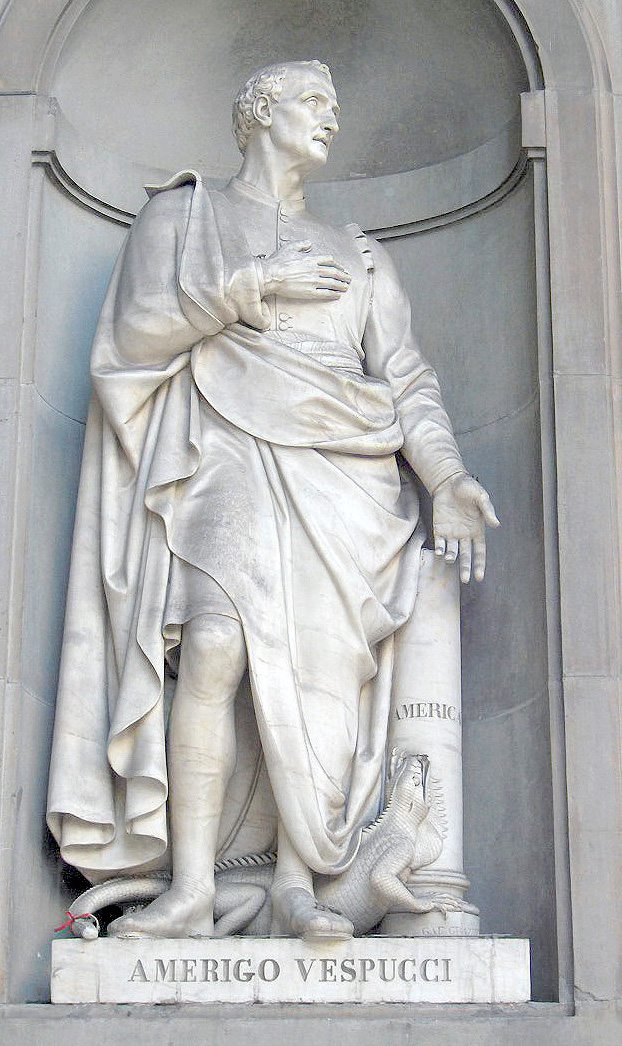
Estàtua d'Amérigo Vespucci a la Galleria degli Uffizi, Florència.

Durant la primera meitat del segle xx els estudiosos van descobrir una nova evidència que va començar a dissipar el núvol de mites i concepcions errònies que durant segles van enfosquir la imatge de Vespucci. El 1924 l'erudit italià Alberto Magnaghi va estudiar minuciosament els dos documents precitats i els va jutjar com a apòcrifs; segons la seva opinió el primer constitueix una juxtaposició d'esqueles anteriors sumades a diverses alteracions fetes amb certa habilitat, i el segon una falsificació gairebé total; tanmateix, en la seva concepció, és la correspondència privada a Pierfrancesco la que sí que ofereix evidències autèntiques i invaluables. Magnaghi rebutja llavors l'existència del primer i quart viatge de Vespucci, adduint que existeixen proves sòlides que mai no van ser realitzats. Tanmateix li reconeix el descobriment del Riu de la Plata i de la Patagònia oriental fins als 50 graus sud. L'historiador nord-americà Frederick J. Pohl va arribar a conclusions similars el 1944. La historiografia de mitjan segle xx tendeix a donar suport a la tesi d'aquests especialistes.
L'acadèmic argentí Enrique de Gandía també atribueix a Vespucci el descobriment del Plata, la costa patagona i les Illes Malvines, encara que afirma que el navegant va emprendre cinc viatges en total.

L'historiador uruguaià i especialista en cartografia Rolando Laguarda Trías, en el seu treball titulat El hallazgo del Río de la Plata por Américo Vespucci en 1502 analitza detalladament el text de Mundus Novus, la Lettera i l'esmentada carta de Bartolozzi, que conté un breu relat sobre el tercer viatge de Vespucci. En coincidència parcial amb els investigadors esmentats, conclou que:
| « | La primera expedició portuguesa que va arribar al Riu de la Plata i hi va penetrar va ser aquella de la qual formava part Vespucci un any després del descobriment del Brasil per Álvares Cabral (...). L'expedició de què formava part Vespucci va recórrer les costes orientals d'Amèrica meridional fins al grau 50 de latitud estimada, que correspon a 45 de latitud real. | » |

En una altra obra de la seva autoria, Pilotos portugueses en el Río de la Plata durante el siglo XVI afegeix:
| « | Desgraciadament, de l'expedició de 1501-1502 no es disposa, exceptuant Vespucci, dels noms de cap dels tripulants -inclòs el del cap- i per això ens són desconeguts els dels tres pilots d'aquella immortal navegació, tots portuguesos (...) | » |

### Mundus Novus
Després de la mort de Lorenzo tots els seus béns van ser repartits entre els seus hereus; les cartes escrites per Américo no van ser una excepció; les seves descripcions de les terres allèn de l'Atlàntic es van fer públiques d'alguna manera i van resultar tan fascinadores per als florentins que un grup d'editors va decidir distribuir-les per tot Europa. El resultat, que porta per nom Mundus Novus, va circular des de 1503 en forma manuscrita primer per Florència i després per Alemanya i França, fins que l'arquitecte veronés Giovanni del Giocondo la va traduir al llatí i la va publicar a París l'agost de 1504. En aquests anys França i Florència es trobaven en guerra oberta contra el rei Ferran d'Aragó, que intentava imposar la seva hegemonia a la península italiana. Després es van fer altres còpies llatines a Florència i Habsburg a la impremta de Johannes Omar Vindelice, que van reemplaçar als manuscrits en italià. El van seguir traduccions a l'alemany i a l'holandès. El 1507 Fracanzio de Montalbodo va retraduir a l'italià el text llatí i va titular el seu treball Paesi novamente retrovati et Novo Mondo da Alberico Vesputio florentino intitulato. Aquesta versió italiana va ser tan popular que Archangelo Madrignano la va tornar a traduir al llatí i la va publicar a Milà el 1508.
Mundus Novus conté dades parcialment correctes però escrites en forma confusa: està format per trossos de correspondència de 1501 i 1502 provinents d'epístoles d'Amerigo a Lorenzo amb origen a Cap Verd i Lisboa, respectivament, barrejada amb edicions de tercers. Aquests evidentment no coneixien el viatge del florentí al servei de Castella, ja que el text afirma descriure un "primer viatge", però en una altra pàgina el suposat Vespucci diu haver fet "uns altres dos viatges". Les contradiccions d'aquest calibre són freqüents i moltes vegades empitjorades per l'encadenament de traduccions i manipulacions; per exemple existeix una edició, nomenada "Jocundus", derivat del cognom de Giovanni Giocondo, el seu traductor, que conté un paràgraf on se sosté que la determinació de la latitud partint de la posició de les estrelles és una "audàcia sacrílega", denotant la concepció dogmàtico-religiosa de qui va redactar aquesta porció del document i el seu desconeixement de tècniques elementals de navegació marítima.

### LaLettera
La sisena carta –probablement una altra falsificació– va ser escrita un mes després de la Mundus Novus, el 4 de setembre de 1504. Habitualment abreujada Lettera o Los cuatro viajes, va ser suposadament dirigida a Piero Soderini, primer magistrat de Florència a succeir al domini Médici i company d'estudis d'Américo (Lorenzo di Pierfrancesco havia mort un any enrere). Seria en realitat obra d'un Soderini, envejós perquè Vespucci havia escrit nombroses cartes a Lorenzo sobre el nou continent, i en canvi no li hagués enviat a ell cap informe, malgrat que ja llavors ostentava el càrrec de nou gonfaloniere vitaliciAixò li era políticament incòmode. Pohl argumenta que en realitat Américo mai no hagués pogut escriure aquesta carta a Soderini, ja que la família Vespucci estava enemistada amb el magistrat, al punt que per a aquella època alguns dels seus membres es trobaven implicats en un complot per assassinar-lo. El mateix nebot i deixeble de Vespucci, Giovanni, estava entre els conspiradors. Va ser impresa probablement a Florència el 1505 en italià. D'aquest idioma es va traduir al francès i al llatí. En aquesta última edició formava un llibret de 32 fulls. No es conserva l'original del text.
Segons Pohl, la Lettera va ser escrita amb la infantil presumpció que, per superar l'espectacularitat dels quatre viatges de Colom, Vespucci també hauria d'haver fet quatre exploracions. L'escrit afirmava que el primer viatge s'havia iniciat l'any 1497 des d'Andalusia, el que li hauria donat a Américo el títol de primer europeu en trepitjar la massa continental americana, un any abans que Colom. El segon viatge, seguia el text, havia ocorregut el 1499; coincideix amb l'empresa reial que Vespucci havia dut a terme sota bandera de Castella. De la mateixa manera, el tercer no és cap altre que l'autèntic viatge contractat per Portugal, que havia salpat el 1501. Finalment, la carta sostenia que el quart viatge s'havia esdevingut el 1503, també organitzat pel rei lusità.
Pohl argumenta que el primer viatge descrit en aquesta carta no es va fer mai, ja que el maig de 1497 Vespucci es trobava a Sevilla ocupat en els tràmits de successió de Berardi, el seu soci comercial recentment mort. A més, en diferents llocs de la Lettera resulta evident un conflicte en la data de tornada a port del supòsit Vespucci: un paràgraf esmenta el 8 d'octubre de 1498, mentre que un altre el desplaça al 18 del mateix mes i un tercer el porta a un any després, el 1r d'octubre de 1499.
Els primers texts de la Lettera contenen errors lingüístics greus, i inclouen vocables que no són sinó corrupcions de termes que eren barreja de castellà i italià, la qual cosa és difícil d'explicar en algú que, com Vespucci, va gaudir d'una educació de privilegi. En realitat -segueix Pohl- els seus redactors van agregar i van descriure en detall gran quantitat d'elements fantàstics en les seves fabulacions de les exploracions del florentí, a fi de generar encara més curiositat als lectors i augmentar l'èxit de les vendes. En contrast, les cartes de Vespucci a Lorenzo eren relativament fredes, desapassionades i objectives. Pohl destaca la particularitat que la Lettera mai no va ser publicada a Espanya ni a Portugal, possiblement perquè allà la població estava més familiaritzada amb la història real; al contrari, la impressió es va limitar a França, Itàlia, els Països Baixos i Alemanya, on el relat s'escamparia ràpidament entre la gent poc sagaç.
Com s'ha dit, aquestes presumptes epístoles també fan de Vespucci el primer europeu a desembarcar a la part continental del Nou Món, un any abans que Colom. Van ser publicades en un període en què el fill de Colom, Hernando, es trobava ocupat en procediments legals sobre els títols promesos al seu pare com a descobridor, per la qual cosa qualsevol eventual intent de Vespucci per reclamar aquests territoris l'hauria indignat; tanmateix entre les cartes de Fernando no hi ha menció de la Lettera ni sobre les reclamacions d'Amerigo. Pohl conclou que a l'Espanya de l'època havia de ser un fet conegut que els documents eren una falsificació i que per tant mancaven de valor legal.

## Exploracions

### Primer viatge (1497-1498/1499?)
Segons la Lettera, el primer viatge de Vespucci hauria tingut lloc el 1497. No se cita el nom del comandant de la flota, havent estat proposats els de Juan Díaz de Solís, Vicente Yáñez Pinzón i Juan de la Cosa per diversos historiadors. Després que salpés el 10 de maig de 1497 amb quatre caravel·les, sempre segons la Lettera, única font d'aquest presumpte viatge, es van dirigir a les Illes Canàries, després van navegar cap a les Illes de la Fortuna, després del qual van redreçar el curs cap a occident. Van passar sense veure les Illes Verges, creuant el mar dels caribs. Després de vint-i-set o trenta-set dies de viatge, van tocar terra ferma en un punt a 16 graus nord i 75 graus oest, on van ser bé rebuts pels nadius amb festes i magnífics menjars; els van oferir a més obsequis variats materials i fins i tot les seves pròpies dones. En continuar navegant cap al nord-oest van poder determinar que el Catai de Colón era només una illa. Temps després la flotilla va entrar en el golf de Mèxic i va torçar cap al nord-est, recorrent gairebé tota la costa est dels Estats Units fins al golf de Sant Llorenç. Després d'entaular una batalla amb els nadius, van decidir tornar a Castella, mitjançant escala a l'Illa d'Iti, on novament van entrar en lluita amb els indígenes, prenent presoners. Van arribar a Cadis en octubre de 1498 o 1499 (la Lettera és contradictòria sobre la data concreta).
La Lettera descriu la sorpresa de Vespucci davant del que semblen iguanes o petits caimans, animals ja ben coneguts a la península Ibèrica des del primer viatge de Colom:
| « | Rostien un cert animal que semblava una serp, llevat que no tenia ales, (sic) i d'aspecte tan lleig que ens meravellàvem molt de la seva deformitat. Vam caminar així per les seves cases o millor cabanes, i vam trobar moltes d'aquestes serps vives que estaven amarrades pels peus i tenien una corda al voltant del musell, que no podien obrir la boca, com es fa als gossos alans perquè no mosseguin; tenien un aspecte tan fer que ningú de nosaltres s'atrevia a tocar-les, pensant que eren verinoses; són de la mida d'un cabrit i de braça i mitja de llargada; tenen els peus llargs i gruixuts i armats de fortes ungles; la pell dura i de diversos colors; el musell i la cara de serp i del nas surt una cresta com una serra, que els passa pel mig del llom fins a la punta de la cua; en conclusió, vam jutjar que eren serps, i verinoses, i se les mengen. | » |

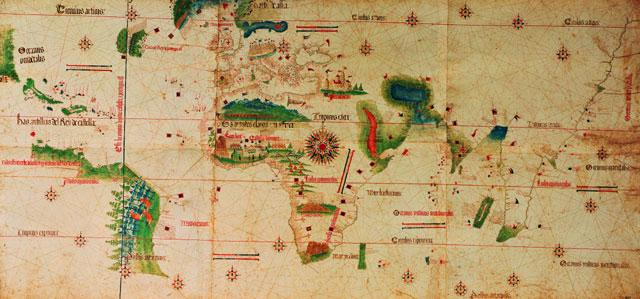
Mapamundi de Cantino (1502), el més antic dels mapes portuguesos sobre Amèrica. Mostra un registre fragmentari de la costa del Brasil, amb un desenvolupament gairebé complet de la part sud del continent i cap al nord, una prolongació que s'assembla vagament a la península de La Florida. En contraposició amb mapes castellans contemporanis, dibuixa Cuba com una illa.

Gran part dels historiadors pensa que aquest viatge és una invenció posterior aliena a Vespucci, però que el relat inclou parts verídiques de l'autèntic viatge de 1499 a les ordres d'Alonso de Ojeda. Sobre la seva falsedat, molt probable, existeixen proves addicionals a les subministrades per Pohl: cap a mitjan segle xix van ser descoberts uns documents del Llibre de Despeses de l'Armada d'Espanya en les quals figura que el 12 de gener de 1496, el tresorer real havia pagat la suma de deu mil morabatís a l'empresa que administrava Vespucci, en concepte d'avançament per l'equipament d'una expedició que va partir el 3 de febrer i que va sotsobrar tres setmanes més tard. El registre escrit sembla demostrar també que entre 1497 i 1498 Vespucci es trobava extremadament ocupat amb els preparatius de la tercera expedició de Colón.
Altres acadèmics, com el colombià Germán Arciniegas, creuen en canvi que va ser real i es basen principalment en l'evidència cartogràfica immediatament posterior a 1499 (Mapamundi de Juan de la Cosa de 1500, Planisferi de Cantino de 1502), on ja apareix tot el perfil del golf de Mèxic, s'insinua la península de la Florida i es desprèn Cuba de la massa continental. Entre les dates citades no hi ha viatges intermedis que puguin explicar el nou coneixement geogràfic; aquestes troballes són habitualment reconegudes a les molt posteriors expedicions de Juan Ponce de León (1515) i Francisco Hernández de Córdoba (1517). En tot cas, aquest nou perfil costaner no apareix en la majoria dels mapes contemporanis del viatge i fins i tot torna a desaparèixer en diversos mapes posteriors.

### Segon viatge (1499-1500)

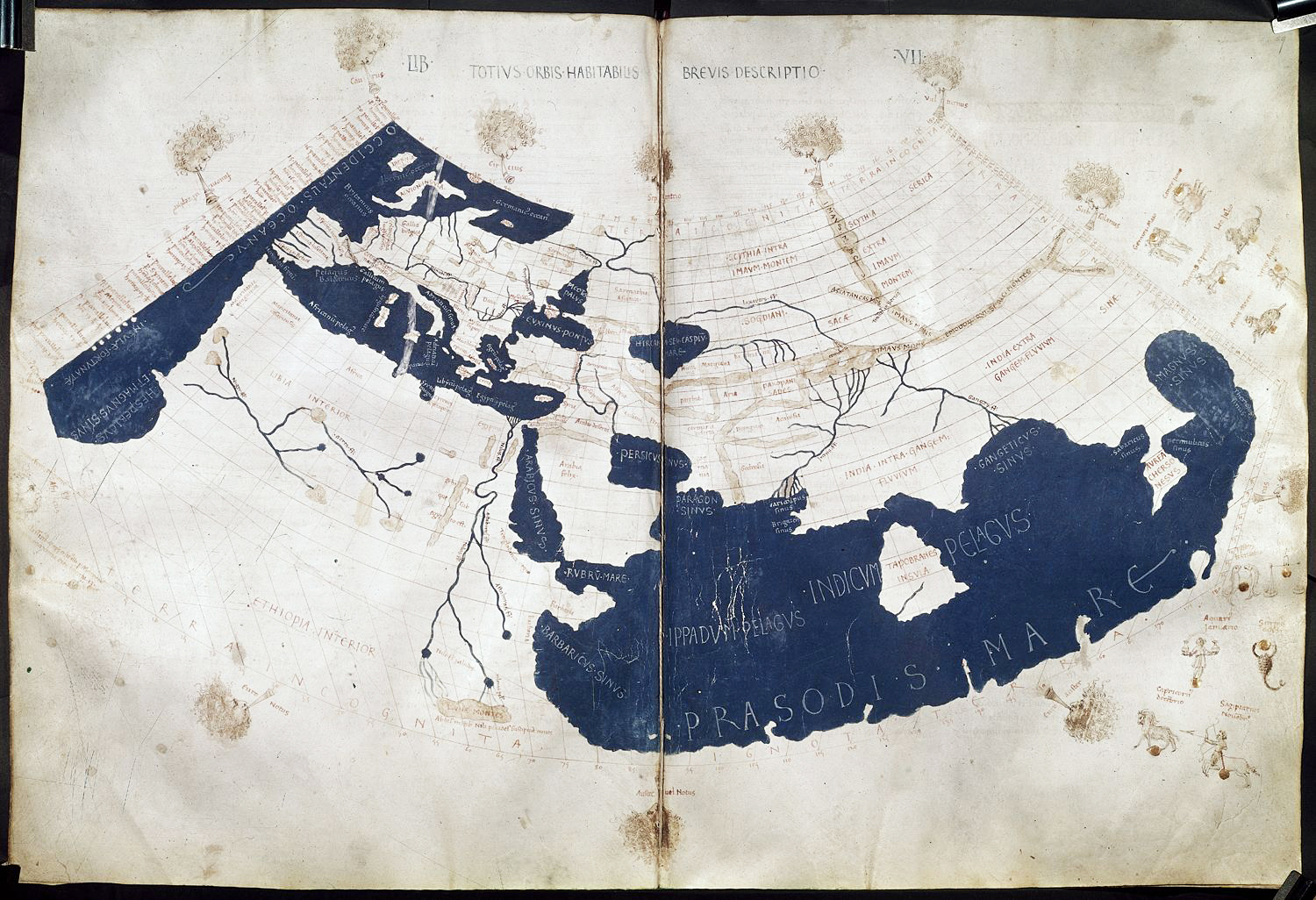
Reconstrucció feta el del Mapamundi de Ptolemeu, partint de descripcions en el seu Geographia (circa 150). S'observen els països de Seres i Sinae (Xina) en l'extrem de dret, més enllà de l'illa de Taprobane (Sri Lanka, molt desproporcionada) i lAurea Chersonesus (Península de Malàisia). En el seu segon viatge, Vespucci va creure estar navegant per aquestes aigües.

El 16 o 18 de maig de 1499, Vespucci va partir de Cadis acompanyat per Juan de la Cosa, en una expedició comandada per Alonso de Ojeda; Vespucci hi viatjava en qualitat d'astrònom i mercader. L'acompanyaven noms que es farien famosos en la història de la navegació: Diego Martín Chamorro, Juan Sánchez, José López i Francisco Morales. L'expedició comptava amb tres o quatre vaixells en total: a Vespucci n'hi van assignar dos i la llibertat de dirigir-se on estimés necessari, amb l'única condició que Ojeda donés el seu permís. Després de partir es van encaminar a les Illes Canàries i d'allà van navegar durant 24 dies fins a veure terra, recorrent a continuació el marge septentrional de Sud-amèrica.
Va avançar fins al cap de Santo Agostinho (que llavors es deia cap de Consolació), a uns 6º de latitud sud; en aquell punt, va creure hi era a prop d'una ruta cap a Àsia. El juny de 1500, després d'avançar dos graus més, va decidir retornar a Europa perquè la seva tripulació es trobava anímicamente cansada i deteriorada, tot prenent primer la ruta al Carib per la costa: allà va explorar la desembocadura del Riu Amazones. Va arribar a la Illa de la Trinitat, va albirar les desembocadures dels rius Essequibo i Orinoco i va explorar aquest últim riu amb algun deteniment. Va travessar el Golf de Paria, va passar per l'Illa Margarita i després per la que va anomenar "Dels Gegants" (actual Curaçao), on va intentar raptar una jove per portar-la a Castella com a mostra i va fracassar a causa de la resistència dels pobladors. El nom de Veneçuela històricament s'ha atribuït a Vespucci, que hauria acompanyat a Alonso de Ojeda en aquesta expedició de 1499 per la costa nord-occidental del país, avui coneguda com a Golf de Veneçuela. La tripulació va observar els habitatges aborígens erigits sobre puntals de fusta que sobresortien de l'aigua construïts pels indígenes añú. Els esmentats habitatges, que portaven el nom de palafits, van recordar a Vespucci la ciutat de Venècia a Itàlia ("Venezia" en italià), cosa que li va inspirar la idea de donar el nom de Venezziola o Venezuela (Petita Venècia) a la regió. Durant tot aquest recorregut va prendre anotacions de la fauna i flora; va descriure també l'aspecte i els costums dels nadius; a Cubagua va intercanviar galindaines per perles i altres tresors dels aborígens. El mes següent va arribar a l'Hispaniola.

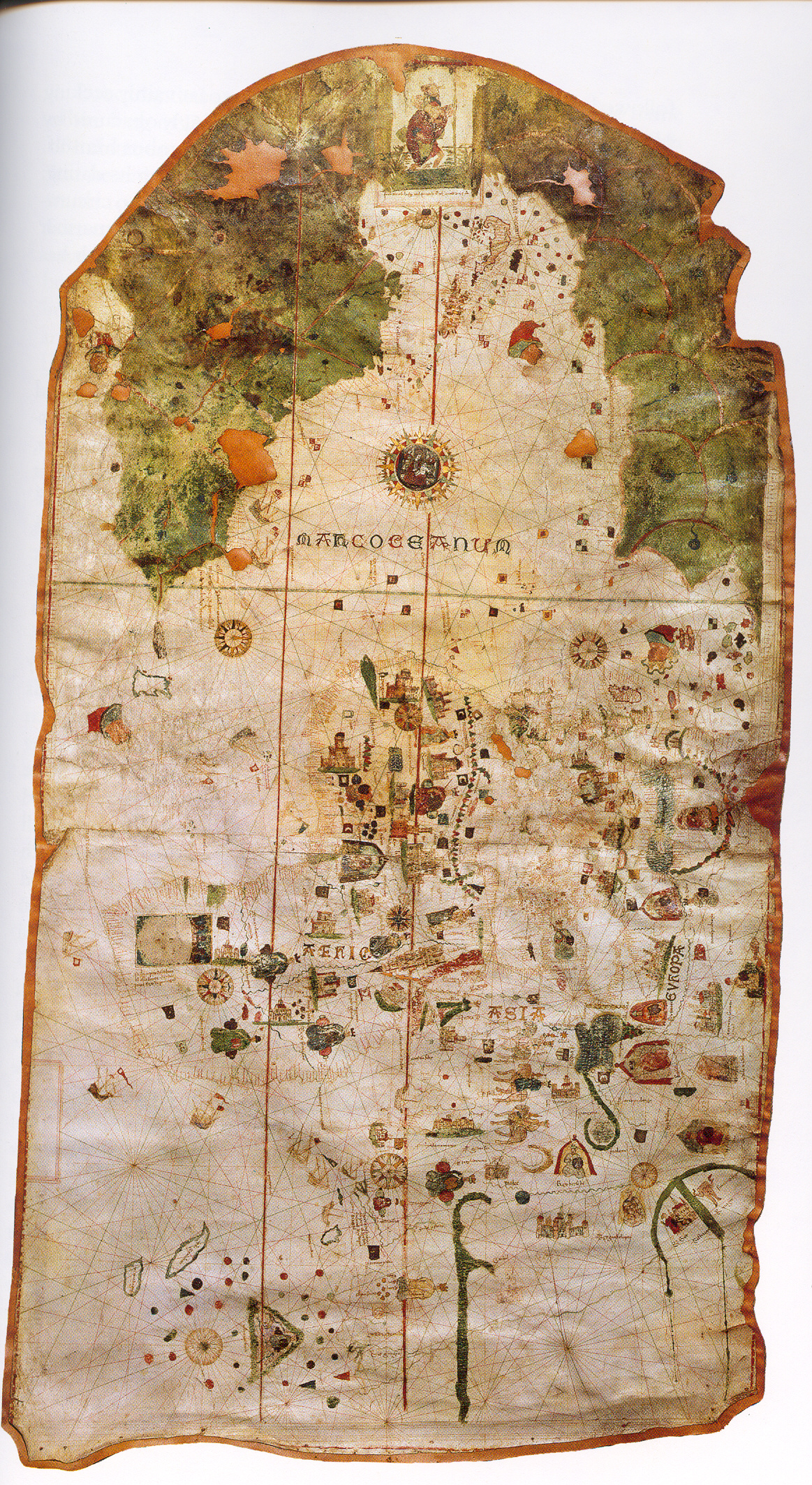
Mapamundi de Juan de la Cosa (1500), que presenta, a més de les troballes de Pinzón, al qual s'esmenta com a descobridor del Brasil, els del segon viatge de Vespucci, a qui va acompanyar. És el mapa existent més antic del Nou Món.

Va prosseguir cap a les Lucayas per capturar esclaus. Estava encara convençut que navegava per l'extrem oriental d'Àsia, on Ptolemeu creia que existia una península on s'ubicava el mercat de Catigara. Va buscar llavors l'extrem d'aquesta prolongació de terra, que va anomenar "Cap Catigara". Creia que passat aquest punt cap al sud s'assolia el gran mar que banyava les costes meridionals asiàtiques.
En retornar a port, malalt de malària, Américo va escriure la seva primera carta a Lorenzo di Pierfrancesco, on detallava la seva ruta a través de l'oceà Atlàntic, les civilitzacions i cultures que va trobar, la vida animal i vegetal que va veure, i va descriure les estrelles que va usar com guia per a la navegació.[97] Les seves troballes van ser rebudes amb decepció, ja que el navegant portuguès Vasco da Gama havia trobat en l'entretant la tan esperada ruta cap a l'est asiàtic voltant l'Àfrica pel sud.

#### Observacions astronòmiques
A la seva carta del 18 de juliol de 1500, Vespucci dona diverses informacions astronòmiques d'interès recopilades segons ell durant aquest Segon Viatge. En primer lloc esmenta que després de depassar el tròpic de Càncer van poder observar diverses vegades el fenomen del sol zenital, ben conegut pels navegants del segle xv.
| «                                | Navegàrem tant cap a la part del migdia que vam entrar a la zona tòrrida i dins del cercle de Càncer: i heu de tenir per cert que en pocs dies, navegant per la zona tòrrida, hem vist les quatre ombres del Sol, per tal com el sol es trobava en el zenit al migdia | » |
| — Carta del 18 de juliol de 1500 | |   |

Indica també que van arribar fins a una latitud de 6°S, perdent de vista l'Estrela polar. La navegació per aquestes latituds no tenia res d'extraordinari en l'època, ja que, per exemple, Bartolomeu Dias havia assolit els 34º del Cap de Bona Esperança ja el 1488. La determinació de la latitud al sud de l'equador tampoc no presentava gaires problemes, realitzant-se mitjançant la mesura de l'altura del Sol i la correcció amb l'analema, com es fa a l'hemisferi nord.
| «                                 | Tant navegàrem per la zona tòrrida cap a la part de l'austre, que ens trobàrem sota la línia equinoccial, i teníem un pol i l'altre a final del nostre horitzó, i la passàrem per sis graus perdent totalment l'estrella tramuntana. | » |
| — Carta del 18 de juliol de 1500. | |   |

Vespucci afirma que va buscar sense èxit un equivalent al sud de l'Estrella Polar de l'hemisferi nord. La seva millor candidata sembla haver estat un grup de quatre estrelles que formaven "com una ametlla", la qual cosa li va donar peu per recordar a la carta uns versos de Dante (Divina Comèdia, Purgatori I, 22-27) que ell va considerar premonitoris:
| « | Vaig girar-me a la dreta, fent esment de l'altre Pol, i guaito quatre estrelles vistes només per la primera gent. Al cel acontentava el fulgor d'elles!; ai, vídues terres que en el nord esteu sense poder mirar clarors tan belles! (Traducció de Josep M. de Segarra) Carta del 18 de juliol de 1500. | » |

Contràriament a la latitud, el càlcul de la longitud sí que comportava grans dificultats el segle xv. Amerigo, segons explica a la seva carta, va aplicar durant aquest viatge un mètode innovador per determinar-la basant-se en les taules astronòmiques que predeien les hores de les conjuncions de la Lluna amb els planetes. La seva idea va ser mesurar l'hora exacta de la conjunció de la Lluna amb Mart i comparar-la amb les prediccions de les taules esmentades. La diferència en hores entre els dos valors seria igual a la distància en graus entre el meridià de referència i la longitud de l'observador. Va obtenir així, la nit del 23 d'agost de 1499, un valor de longitud de 82,5º a l'oest del meridià de Cadis.
| « | Quant a la longitud dic, que per conèixer-la vaig trobar tanta dificultat que vaig tenir grandíssima feina en trobar amb seguretat el camí, que havia recorregut seguint la línia de la longitud, i tant vaig treballar que a la fi no vaig trobar millor cosa que observar i veure de nit la posició d'un planeta amb un altre, i el moviment de la Lluna amb els altres planetes perquè el planeta de la Lluna és més ràpid en el seu curs que cap altre, i ho comprovava amb l'Almanac de Giovanni da Monteregio, que va ser compost segons el meridià de la ciutat de Ferrara, concordant-lo amb els càlculs de la Taules del Rei Don Alfonso: i després de moltes nits que vaig estar en observació, una nit entre d'altres, estant a vint-i-tres d'agost de 1499, en què hi va haver conjunció de la Lluna amb Mart, la qual segons l'Almanac s'havia de produir a mitjanit o mitja hora abans: vaig trobar que en sortir la Lluna en el nostre horitzó, que va ser una hora i mitja després de posat el Sol, el planeta havia passat a la part d'orient, dic, que la Lluna es trobava més oriental que Mart prop d'un grau i algun minut més, i a la mitjanit es trobava més a l'orient 15 graus i mig, si fa o no fa, de manera que feta la proporció, si 24 hores em valen 360 graus, què em valdran 5 hores i mitja?, trobo que em valen 82 graus i mig, i tan distant em trobava en longitud del meridià de la ciutat de Cadis, que assignant a cada grau 16 llegües, em trobava 1,366 llegües i dos terços més a l'occident que la ciutat de Cadis, que són 15,466 milles i dos terços. La raó per la qual assigno a cada grau 16 llegües i dos terços és perquè segons Ptolemeu i Alfagrano, la terra té una circumferència de 24.000 [milles] que valen 6.000 llegües, que, repartint-les en 360 graus, corresponen a cada grau 16 llegües i dos terços, i aquesta proporció la vaig comprovar moltes vegades amb el punt dels pilots, trobant-la vertadera i bona. Carta del 18 de juliol de 1500. | » |

Vespucci no dona cap indicació sobre el territori en el qual es trobava aquest 23 d'agost de 1499. Segons l'investigador Rolando Laguarda, l'expedició de Vespucci podia haver estat davant el Cap de la Vela (actual Colòmbia).
Alguns historiadors, principalment Pohl, han donat a aquesta observació astronòmica una gran rellevància en la història dels viatges marítims. L'escena va ser immortalitzada a finals del segle xvi pel pintor Jan van der Straet, que va representar Vespucci mesurant la posició de la Creu del Sud. Aquesta constel·lació ja havia estat albirada per molts altres navegants europeus i també l'havien coneguda els antics grecs; però la precessió celeste l'havia acabat ocultant darrere de l'horitzó europeu. Tanmateix, a la carta de Vespucci no s'esmenta cap creu celeste sinó quatre estrelles "com una ametlla". A més en la data i latitud indicades les estrelles d'aquesta constel·lació no haurien format una creu.
Anys després, quan ja estava a les ordres de la corona de Portugal, Vespucci va enviar un informe detallat de la seva innovació al rei Manuel I, que es va refusar a fer-ho públic; com a conseqüència, el coneixement d'aquest mètode es va perdre pocs anys després de la mort del navegant.
Quan aquestes investigacions finalment van veure la llum, van causar sensació. El capità James Cook, dos segles després, va dir:
| « | El mètode de la distància lunar des del sol o les estrelles és el més valuós descobriment que el navegant va poder haver realitzat mai, i haurà de preservar en la immortalitat la memòria del seu primer descobridor. | » |

### Tercer viatge (1501-1502)
El rei Manuel I de Portugal va enviar un estol d'exploració al Brasil per investigar sobre els territoris descrits per Pedro Álvares Cabral. Vespucci va cobrir el lloc d'oficial de navegació, la qual cosa subratlla el prestigi de què havia de disposar ja per llavors per ser acceptat a la flota del país més avançat de tot Europa en ciència nàutica i cosmografía.
No es coneixen els noms dels líders de l'empresa; alguns autors consignen al navegant Gonçalo Coelho com la seva màxima autoritat.
El 31 de maig de 1501, l'expedició va hissar veles amb el propòsit principal de trobar l'estret de Catigara, al qual Ptolomeo havia cregut que conduïa a Asia. Vespucci es convertiria llavors en el primer home al servei de Portugal en creuar l'Atlàntic cap al sud-oest. Pasaren per les Illes Canàries sense detenir-se, van arribar a Bezeneghe (actual Dakar) i després es van dirigir a les illes del Cap Verd. Després d'una breu estada allà, la flotilla va iniciar el 15 de juny l'encreuament de l'Atlàntic. Aquest trajecte va ser molt penós i va demorar més de seixanta dies en travessar la part estreta de l'oceà, quan Colom havia tardat només trenta-set a creuar la part ampla:
| « | Des del promontori de Cap Verd fins al principi del continent hi ha prop de 700 llegües, encara que jo estimo que naveguem més de 1800. | » |

Vespucci va atribuir aquests inconvenients a la imperícia del comandant de la flota.
A començaments d'agost van arribar al Brasil, en algun punt entre Ceará i Rio Grande do Norte.

Fragment d'un portulano (1519) detallant la costa del Brasil i el Riu de la Plata.

Van navegar al llarg de la costa de Sud-amèrica, primer realbirant el Cap de Santo Agostinho (28 d'octubre); després continuarien anomenant els accidents geogràfics a la usança de l'època, partint del santoral catòlic: el cap de San Roque (16 d'octubre); la Badia de Todos os Santos (1r de novembre); el riu de Santa Lucía (13 de desembre); etc. El 1r de gener de 1502 van arribar a la Badia de Guanabara en Rio de Janeiro.
El 15 de febrer, en assolir la latitud aproximada de 25° 35′ S, que a la costa representava el límit de les jurisdiccions de Portugal i de Castella i Aragó, es va produir una discussió entre els navegants sobre la ruta a seguir. Vespucci considerava fonamental el continuar revelant l'extensió del Nou Món cap al sud, mentre que el comandant opinava el contrari, en vista de la il·legalitat de l'acte. Finalment el florentí es va imposar i el comandant li va cedir el comandament: Américo comandaria una flota per primera i única vegada a la seva vida; basats en la crònica de l'historiador contemporani de Vespucci, Francisco López de Gómara, alguns erudits suggereixen l'existència d'instruccions privades del rei Manuel amb què Amerigo va fer prevaler la seva actitud. Aquestes suposadament incloïen l'ordre de buscar a les costes australs un pas per a les Molucas.
El pare Ayres de Cazal esmenta la troballa en un punt costaner a 25° 35′ S (referit com l'entrada del "riu Cananeu", nom encunyat posteriorment a Vespucci) d'una peça de marbre de 80 per 40 per 20 centímetres enclavada a terra i esculpida amb l'escut d'armes de Portugal. Magnaghi creu que la columna només va poder ser posada per l'expedició de Vespucci de 1502. Es tracta del mateix lloc on es va celebrar la junta que va decidir si es continuaria el viatge a través dels dominis castellà-aragoneses.
Va prosseguir llavors fins a gairebé l'extrem sud del continent, probablement descobrint el Riu de la Plata (cap a febrer o març de 1502) i a continuació la Patagònia, en l'actual Argentina. Alguns especialistes consignen que també va poder haver descobert bona part de l'Estret de Magallanes, les Illes Malvines i les Geòrgia del Sud. En moure's sota la latitud del Plata, va superar la meridionalitat que Vasco de Gamma i Álvares Cabral havien assolit en donar la tornada al cap de Bona Esperança. Durant tot el trajecte va fer nombroses observacions astronòmiques i va apuntar l'ocultació de l'Ossa Major i de la Menor per sota de l'horitzó en els quatre mesos i vint-i-sis dies en què va romandre al sud del tròpic de Capricorn. Va descobrir també moltes estrelles invisibles des dels cels europeus. Prenia les dades de les esferes celestes per escriure un llibre, que mai publicà:
| « | Vaig observar el meravellós artifici dels seus moviments, i la seva grandesa, prenent el diàmetre dels seus cercles i dibuixos amb figures geomètriques, i vaig anotar altres moviments dels cels. Escriure d'això seria perillós. Totes les coses notables d'aquest viatge que em van passar, les he reunit en una obreta meva. Quan estigui en assossec me n'ocuparé i així deixaré de mi, després de la meva mort, alguna fama. | » |

Finalment va emprendre la tornada a port: va arribar a la costa de l'actual Sierra Leone el 10 de maig de 1502; en va incendiar una de les seves naus, que es trobava en pèssim estat i va romandre a terra per espai de quinze dies. Va continuar cap a les Illes Açores, on va arribar a finals de juliol. Allà va estar una altra quinzena; va tornar a Lisboa el 7 de setembre de 1502.

#### Neix un nou continent
Durant aquest viatge Vespucci es va adonar que no estava recorrent la costa d'Àsia ni la de cap territori cartografiat fins a aquell moment: havia trobat un nou continent. El navegant va anar advertint una a una les inconsistències entre les nocions acceptades de la geografia i el que se'l presentava als ulls:
| « | Havia descobert un nou continent de l'única forma d'efectuar-lo en aquella època: mitjançant una exploració exhaustiva unida a un sòlid procés deductiu i d'acord amb una notablement precisa idea de la circumferència de la Terra. | » |

Vespucci va portar el coneixement geogràfic a un nou nivell: va establir que havia d'existir un altre oceà que calia travessar per arribar realment a Àsia.
En ocasió de la seva breu visita a Cap Verd va escriure a Lorenzo Pierfrancesco descrivint la bellesa de les noves terres, els seus habitants i el seu propi interès per determinar la seva cultura; i com això el va decidir a quedar-se per espai de vint-i-set dies per estudiar aquest fascinador ambient nou. En tornar a Portugal va tornar a escriure al seu protector, i va ser aquí on per primera vegada apareix la seva afirmació que, basant-se en la colossal extensió de les terres, el volum dels rius i la varietat dels seus pobladors, estava segur d'haver descobert un nou continent. Aquesta conclusió es va fer pública ràpidament i va causar sensació a Europa, convertint-lo tot seguit en una celebritat.
Durant aquesta travessia Amerigo es va apropiar d'una altra proesa científica: el 1501 va calcular la circumferència terrestre sobre l'equador en 39.995,417 km. El mesurament actual llança 40.075,884 km. O potser, simplement, coneixia els càlculs que havia fet segles abans Eratòstenes.

#### El Riu de la Plata

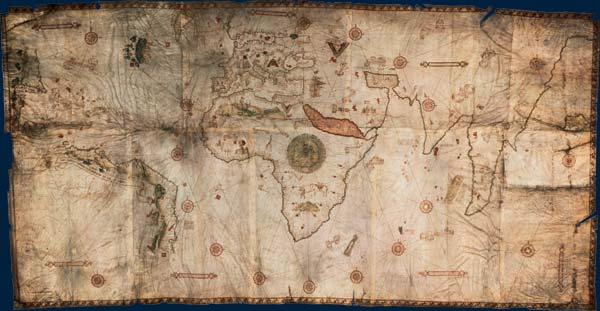
Mapa de Caverio (1504-05), basat en el Cantino de 1502. És una de les fonts del Waldseemüller de 1507, on s'aprecia un perfil que recorda la forma del golf de Mèxic i d'Amèrica del Nord entre La Florida i Delaware. També apareix el Riu Iordan.

Si bé no ha estat trobat cap escrit de Vespucci en el qual descrigui sense ambigüitat els territoris orientals del sud d'Amèrica, gran quantitat de prestigiosos investigadors han presentat evidència cartogràfica que tendeix a donar suport a la idea que, efectivament, el navegant va poder haver assolit latituds molt més grans de la qual figuren en els pocs texts supervivents. Hi ha un obstacle addicional en la seva correspondència privada: de la primera carta a Lorenzo de Pierfrancesco es desprèn que la ruta va seguir el marge continental; però en la Fragmentaria diu que es va desviar amb rumb als 32° i es va dirigir cap a l'est, deixant la costa fora de la seva vista. Per això aquells que fins al segle xix donaven al navegant alguna credibilitat suposaven que el final de la seva travessia s'havia de situar a l'Àfrica occidental. La interpretació moderna, en canvi, nega l'autenticitat del canvi de direcció i opina que en aquesta última epístola s'evidencia el vestigi d'una manipulació política a fi d'ocultar les seves activitats i descobriments als seus competidors europeus: els portuguesos acostumaven a modificar les relacions de les rutes navilieres i el dibuix dels mapes que podien sortir del regne, i des de 1504 el rei Manuel I va prohibir reproduir en la cartografia la ruta de les flotes que es dirigien a l'Índia més enllà del Riu Congo, i va establir mesurades per mantenir un estricte control de la cartografia oficial.
Gairebé tota l'evidència cartogràfica desmenteix que el viratge hagi tingut lloc: per exemple, el mapa Kunstmann II, preservat a la Biblioteca de l'Estat Bavarès de Múnic, és sense cap dubte el més complet dels coetanis als viatges de Vespucci. No hi ha consens sobre el seu autor o el seu origen: encara que sol presentar-se com a portuguès, potser provingui d'Itàlia. La major part dels especialistes, com Peschel, Ruge, Kretschmer, Nordenskiöld, Uzielli. Köhl, Orville-Derby, Winter, Almagi, Magnaghi, Sanz i Levillier el daten el 1502. D'altres arrisquen altres dates: Stevenson, el 1503; Duarte Leite i Harrisse, el 1506; Laguarda Trías, el 1504.
Levillier suggereix que aquest mapa prové de Vespucci: o bé és el seu disseny personal, o almenys és la seva font directa d'informació. Es recolza en una sèrie d'observacions molt suggeridores:
- Sobre el Brasil apareix dibuixat un home sent rostit per indígenes, la qual cosa correspon a una narració de Vespucci sobre un fet real sofert per un dels membres de la seva tripulació;
- L'abundant nomenclatura del litoral, en la qual es distingeixen 37 topònims (23 a terra brasilera), coincideix gairebé plenament amb l'assignada durant l'expedició vespuciana de 1501-1502;
- És el primer mapa que senyala el gran Riu Jordà, que segons Levillier era el nom antic del Riu de la Plata.[10] Apareix també el nom Riu Cananor,[107][108] actualment el Riu Camarones a la badia homònima (reapareix en la cartografia de Waldseemüller de 1513 i 1516),[10] i el Pinaculo Detentio, identificat com el turó de Montevideo.[10]

En aquest mapa (i també en el Caverio), entre els pocs noms que Vespucci hi hauria inscrit a l'oest del límit de la jurisdicció portuguesa, apareix una gran badia, golf o estuari a 34-35 graus sud (la latitud del Riu de la Plata), amb la llegenda "Rio Iordan" o "Rio iordam".

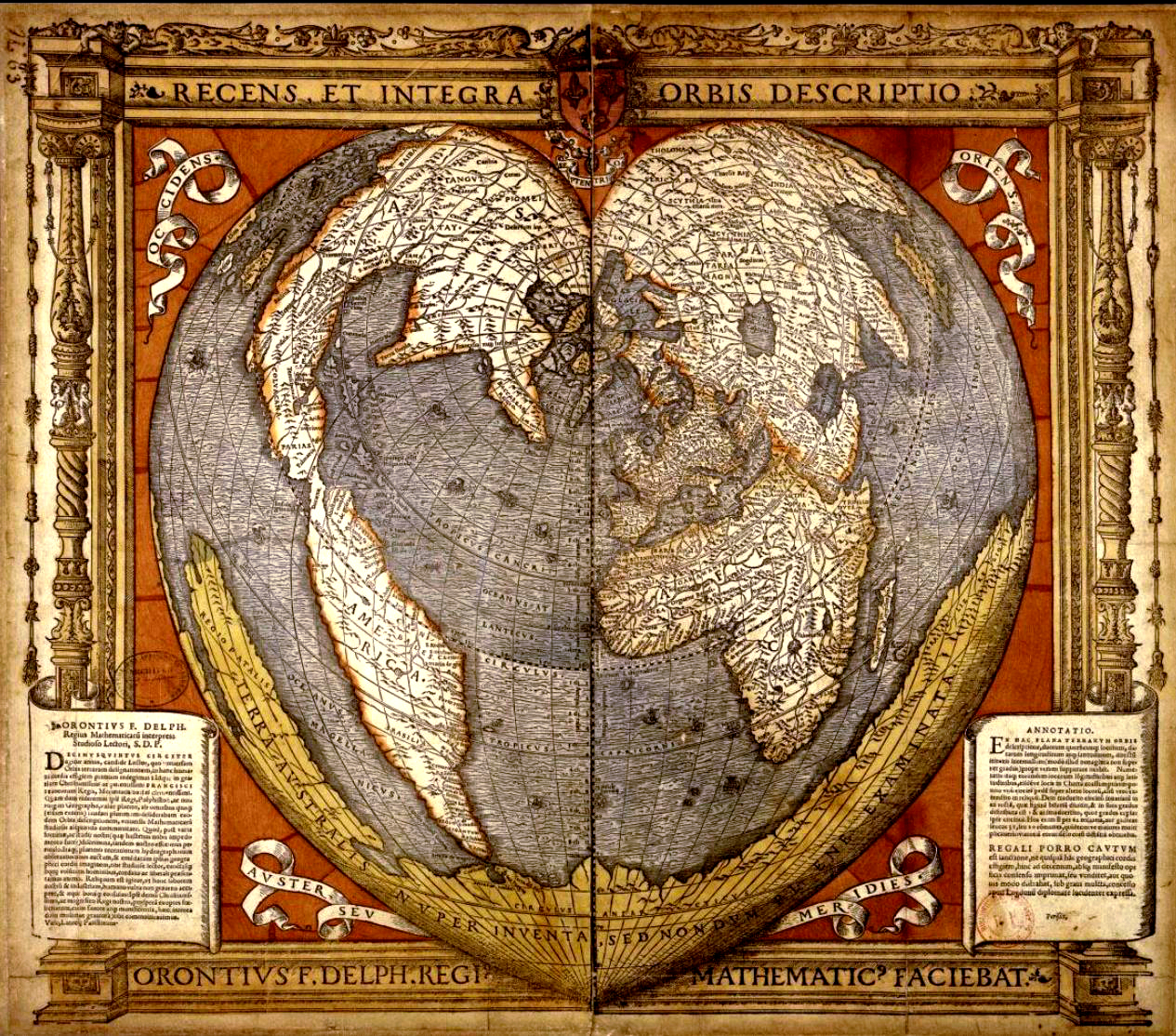
Mapamundi d'Oroncio Fineo (1536) en forma de cor al qual figuraria el Riu de la Plata com a "R.Iordã".

Durant els vint-i-cinc anys següents aquest topònim és reemplaçat a tots els altres mapes per la variant "Río Jordán", sempre associada al "Riu de Solís" (és a dir el Riu de la Plata): Castiglione (1526-1527), Salviati (1526-1527), Maggiolo (1519 i 1527), Ribero (1527). Als mapes confeccionats per la Casa de Contratación de Sevilla apareix "iordá" (Martire d'Anghiera, 1520-1526), "Rio Iordã" (Ribero, 1929), "R.Iorà" (Oroncio Fineo, 1531) i "R. Iordã" (Oroncio Fineo, 1536).
No es conserva cap document a la península Ibèrica que esmenti el significat de la inscripció, encara que existeix un intent d'explicació molt difós, fonamentat en estudis cal·ligràfics de les formes dominants de l'època, que intenta explicar l'enigma: els indígenes de la conca del Plata anomenaven el Riu amb la veu tupi-guaraní "Pará-n-áãn", l'última part del qual probablement es va incorporar a la toponímia portuguesa com "dos ao" i a l'espanyola com "d'aos" (així apareix en la "Memoria" que Diego García de Moguer va dictar a Sevilla el 1530). La hipòtesi relaciona les veus "de aos" i "dos ao" amb "iordam", atribuint-les a un error de transcripció dels cartògrafs de Lisboa que van tenir al seu càrrec la còpia de les cartes vespucianes de l'expedició de 1501-1502.
Existeixen altres documents que aporten proves addicionals: en un antic mapamundi conservat a la Biblioteca de Palerm es llegeix: "Questo rio della Plata cioè fiume d'Argento fu scoperto da Amerigo Vespuccio fiorentino l'anno 1501" ("Aquest Riu de la Plata, o també Riu Argentí va ser descobert pel florentí Amerigo Vespucci l'any 1501"). Una troballa posterior a l'any 1526 afirma: "Hunc argenteum fluvium primus Americus Vespuccius intravit anno 1501" ("Aquest riu de plata va ser albirat per primera vegada per Amerigo Vespucci l'any 1501 ").

#### Altres descobriments
En un exhaustiu estudi filològic i cartogràfic sobre el nom Cananor dels mapes europeus del període 1503-1590, Levillier conclou que efectivament Vespucci va arribar almenys fins a la latitud de 45 graus sud. Es tracta de l'últim topònim aplicat pel navegant, el que suggereix que durant la resta del viatge es va allunyar de les costes.

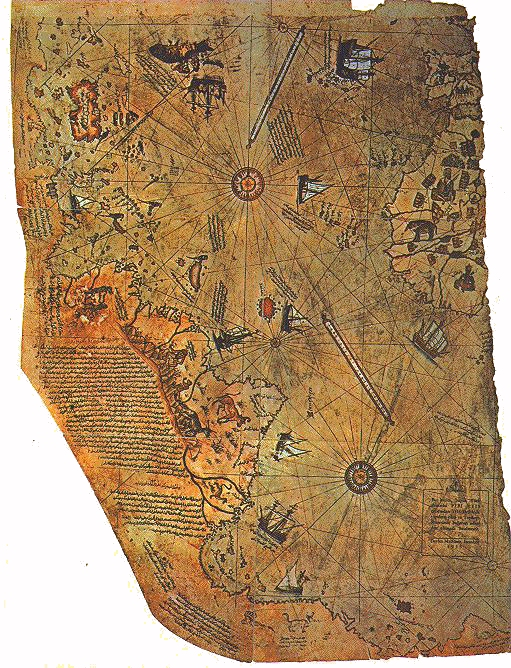
Fragment del mapa de Piri Reis, on apareix un arxipèlag que guarda una superficial semblança amb el de les Malvinas i sembla delinear-se el perfil de la Patagònia oriental, figurant accidents que recorden al Riu de la Plata i les dues angostures de l'Estret de Magallanes.

Com a evidència addicional, tota la cartografia feta anteriorment als viatges de la Newen Zeitung (1514), Juan Díaz de Solís (1515-1516) o Fernão de Magalhães (1519-1522), sol va poder haver estat confeccionada sobre la base de les dades subministrades per Vespucci. Molts d'aquests mapes mostren l'extrem meridional de Sud-amèrica fins als 50 o 55 graus de latitud sud.
En particular, Arnaud es deté al mapa de Piri Reis, que sembla mostrar no solament el Riu de la Plata i l'actual Delta del Paranà, sinó també tota la costa patagona fins a Terra del Foc, incloses la boca d'entrada a l'Estret de Magallanes, les seves dues angostures i la característica conformació de la costa de la Terra del Foc propera. El mapa inclou una inscripció en la qual Reis es refereix específicament als portuguesos com exploradors de l'indret:
| « | Aquest territori és una desolació. Tot és en ruïnes i es diu que aquí es troben grans escurçons. Per aquesta raó els portuguesos infidels no van desembarcar aquestes costes i també es diu que són molt calents. | » |

També apareix un arxipèlag situat en línia recta des de l'Estret que, donada la seva posició i conspicuïtat, Arnaud suggereix podria correspondre a les Illes Malvines. Piri Reis denomina a l'illa principal com "il de Sare" ("Illa de Sare").
Uns altres dos mapes de l'època que donen suport als descobriments patagons de Vespucci són el King-Harry, anomenat així pels col·leccionistes que el van comprar el segle xix i el planisferi Pesaro que es conserva a la Biblioteca Oliveriana de Pesaro.
Magnaghi coincideix en la creença que el florentí va recórrer les costes encara més al sud del riu Camarones, fins a la badia de San Giuliano, en les immediateses de l'Estret de Magallanes:
| « | Pot ser que el nom de San Giuliano, tan familiar a un florentí, fos donat per Amerigo i que Magalhães n'hi hagués conservat. | » |

El nom comença a aparèixer amb el mapa d'Antonio Pigafetta de 1522. Altres acadèmics opinen que el topònim va ser en realitat assignat pel mateix Magalhães.
Segons el mateix Vespucci narra a la seva carta Lorenzo Pierfrancesco, va arribar als 52 graus de latitud sud, el major avenç aconseguit fins llavors per la navegació europea.

### Quart viatge (1503-1504)
De la Lettera, l'única i dubtosa relació de l'al·legat quart viatge d'Amerigo Vespucci, el rei Manuel I de Portugal va preparar una altra expedició sota les ordres de Gonçalo Coelho, la qual cosa va disgustar al florentí, car no compartia els plans de navegació del comandant i el creia presumptuós i tossut. Financiada probablement per Fernando de Noronha, la flotilla de sis naus va partir el 10 de maig de 1503 i el seu principal objectiu era descobrir la ubicació de l'illa de Malaca

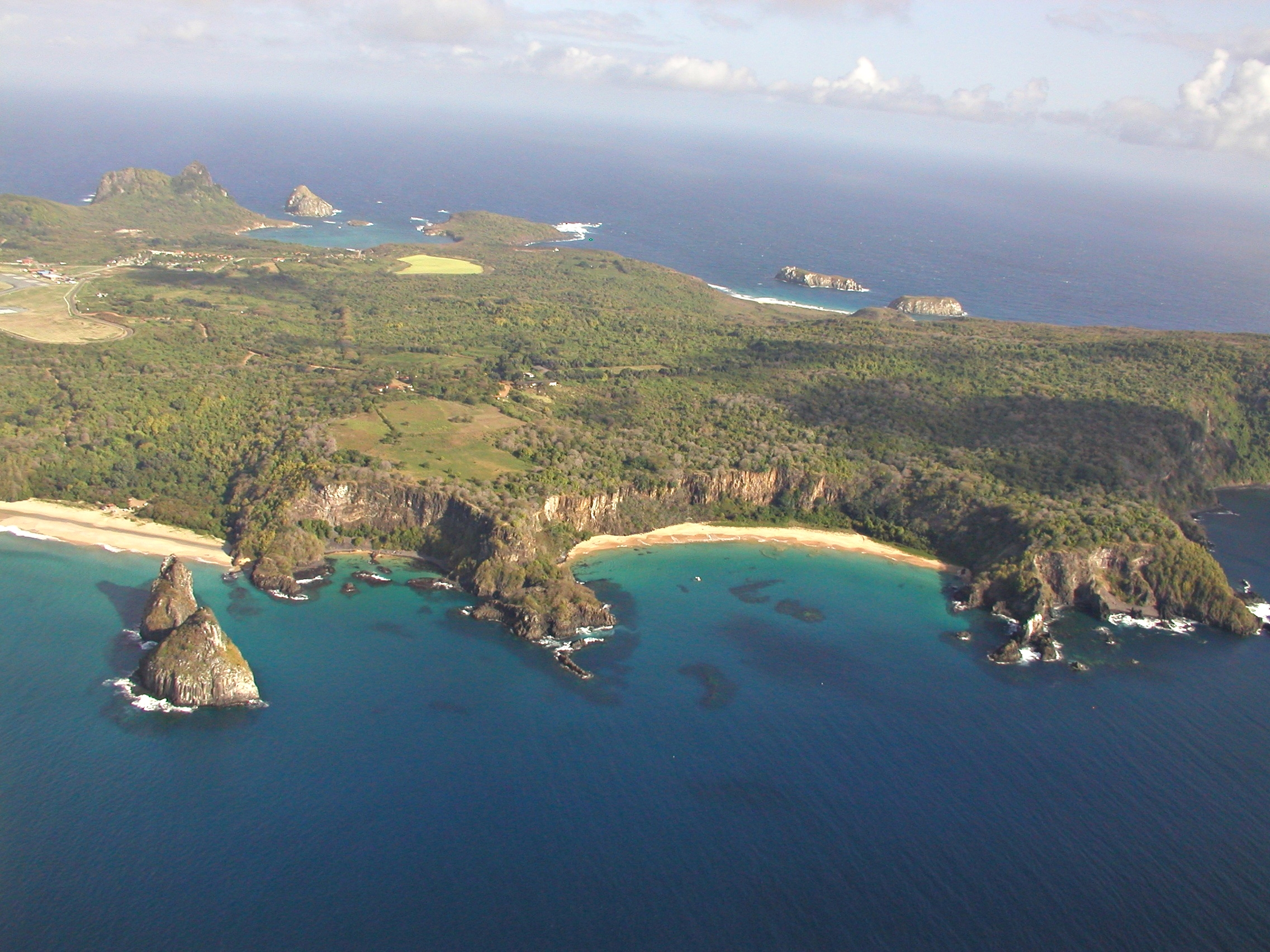
Vista aèria sobre l'arxipèlag de Fernando de Noronha.

Segons continua relatant la Lettera, es van dirigir a Sierra Leone, on van passar un temps explorant al mig de molt males condicions climàtiques. El 10 de juny de 1503, van tocar terra a les Illes de Cap Verd; poc després van emprendre curs cap a la Badia de tots els Sants. Al mig de l'encreuament de l'Atlàntic, es van topar amb el petit arxipèlag de Fernando de Noronha al que Vespucci va jutjar una "verdadera meravella de la naturalesa". Allà la flota es va dispersar: en la Lettera el supòsit Vespucci afirma que la nau capitana de Coelho, a qui critica constantment, va anar a pic. Els registres documentals de l'època no fan cap menció o referència l'incident. Vespucci va continuar viatge cap al Brasil amb les dues úniques naus de les quals disposava. Va navegar la costa del continent fins a les immediateses del Riu de la Plata i va tornar per la mateixa ruta. Va construir un petit fort, on va deixar vint-i-quatre mariners junt amb aliments per a sis mesos, dotze bombardes i altres armes, va carregar les naus amb pal del brasil i, obligat per l'escàs de la seva tripulació i per la falta d'aparells, va tornar a Portugal, fondejant a Lisboa el 18 de juny de 1504.

### Cinquè viatge (1505)
Vespucci hauria realitzat un cinquè viatge amb Juan de la Cosa, entre maig i desembre de 1505, en el qual haurien visitat el golf d'Urabá, remuntat uns 320 km del riu Atrato i haver rebut informes que la zona era abundant en or, perles i altres riqueses.
Van trobar moltes cases de les quals van sortir nombrosos indis per saludar-los i honrar-los, i diuen que ja abans un d'ells li havia anunciat com haurien de venir certes naus del costat de l'Orient, d'un gran rei per a ells desconegut, que hauria de tenir-los a tots ells per serfs, i que aquesta gent era immortal i arribarien adornades de vestits molt diversos. Diuen que en vista de les nostres naus els va dir el seu rei: «Vet aquí les naus que fa deu anys us havia anunciat». El qual rei va venir amb un dorsal d'or massís, assegurat al pit, amb una cadena d'or i una màscara d'or, amb quatre cascavells assegurats als turmells.
Si bé els antecedents epistolars de Vianello el mostren com una font creïble, i els registres oficials de Venècia i les dates d'emissió i recepció de la carta proven que és autèntica, hi ha als arxius de la Casa de Contractació abundant documentació que demostra que Vespucci va estar a Sevilla el setembre de 1506 i el febrer de 1507.
Pels motius referits, la historiografia en general tendeix a negar l'existència d'aquest viatge. Si realment va tenir lloc va haver de durar pel cap alt tres mesos, temps amb prou feines suficient per fer-ne una molt breu visita. Arciniegas diu que va poder haver arribat a la costa de les Perles, en el Carib.

### Sisè viatge (1507/1508?)
La ruta del viatge de 1505 hauria estat repetida per De la Cosa i Vespucci dos o tres anys més tard. Igual com amb el viatge anterior, no existeix evidència documental directa que això realment hagi succeït, per la qual cosa sol ser rebutjat per la historiografia moderna. L'única i molt breu referència a aquesta empresa la dona l'ambaixador de Venècia en la cort de Castella, Francesco Corner, en una de les seves cartes a la seva Signoria, escrita des de Burgos el 19 de juny de 1508, en la qual expressa que l'expedició tindria per fi arribar a terra ferma per tal de transbordar or.